# 北島三郎
北島 三郎（きたじま さぶろう、1936年〈昭和11年〉10月4日 - ）は、日本の演歌歌手、俳優、ミュージシャン、馬主。東京都八王子市在住。
『函館の女』にはじまる「女」シリーズ、『兄弟仁義』などの「任侠」シリーズといったヒット曲があり、サブちゃんの愛称で知られる。日本を代表する演歌歌手の一人。
原 譲二（はら じょうじ）のペンネームで作詞・作曲活動を行っており、自身の楽曲の制作以外にも舞台のシナリオ・演出や、北島ファミリーはじめ他の演歌歌手への楽曲提供など、マルチな活動を行っている。
作曲家・船村徹門下出身で、門下生で作る「船村徹同門会」（会長・鳥羽一郎）では名誉相談役を務める。

## 来歴

### デビューまで
北海道上磯郡知内村（現・知内町）出身。5男2女を持つ7人兄弟姉妹の長男として誕生する。北海道函館西高等学校に進学した。高校時代、海で溺れた小学生を救助したという逸話がある。高校在学中、函館で開催された『NHKのど自慢』（NHK総合・ラジオ第1）に出場。鐘は2つであったが、司会の宮田輝から「良い声して学生さんですか？お上手でしたのにねえ……」と声をかけられたことで「歌手の道あるかもしれない」と思うようになった。
1954年、17歳で高校を中退後、東京の親族を頼って18歳で上京。当初は東京声専音楽学校に入学した。しかし歌謡曲志向であったため、渋谷を拠点に流しの仕事をしながらデビューを目指す。下宿先の大家の娘であった雅子（後の北島音楽事務所社長→副会長）と結婚し、1959年11月30日に挙式した。式に出席したのは両家合わせて21人だけであった。北島は定収がなく、妻の両親から結婚を反対されたという。
1960年、流しの収入は3曲100円だったが、ある日羽振りの良い客が1000円を出してくれた。礼を言い1曲歌うと翌日に新橋の喫茶店に呼び出された。その相手は北島の評判を聞きつけた日本コロムビアの芸能部長で、作曲家・船村徹を紹介された。北島は当時を振り返って「こういうちょっとした出会いなんだけど、僅かな出会いが人生で物凄い出会いになってくる」と語っている。これを機に船村門下となり、レッスンの日々を送る。
1961年、レッスン前に船村から「今日から他の歌はいいからこの歌を歌え、この歌を勉強しろ」と譜面を渡される。これが後に最初のヒット曲となった『なみだ船』だった。同年にレコーディングも行われ、その場で船村から紹介されたのが新栄プロダクションの社長・西川幸男であった。また、同年にギター漫才『ゲルピンちん太ぽん太』のぽん太として漫才コンビでのステージも経験している。これは師匠の船村が北島にステージ度胸を付けさせるために興行師に頼み込んで得た仕事で、東北地方の1か月興行の前座芸人として機会を与えられた。しかし、3日ほどで「使い物にならない」と帰され、ギャラは一切貰えなかった。ロカビリー全盛の当時、正統派の演歌・歌謡曲の新人は需要が少なく、船村は「あんなに（売り込みに）苦労した弟子は他には居なかった」と述べている。

### デビュー
1962年、新栄プロの先輩歌手・村田英雄の「王将」のヒット記念パーティーで歌手としての初舞台を踏む。この年の3月には"呼びやすさ・親しみやすさ先行"で「北海道（北の島）生まれの三郎」という由来のもとに北島三郎と命名、デビューが決定する。ただ、当時の芸能界で「既婚の新人歌手」はあり得なかったため、プロフィール上は独身とした。
同年6月5日、日本コロムビアから「ブンガチャ節」でデビューするも不発に終わる。同曲は渋谷等で流しが歌っていた春歌の歌詞を変えたもので、発売から1週間で放送禁止となった。北島自身は「テレビに3回出たら、放送禁止になっちゃった。」と語っている。8月20日に急遽発売となったセカンド・シングル「なみだ船」がミリオンセラーとなる。
1963年の秋、日本クラウンの設立と同時に同社へ移籍。年末の紅白歌合戦（NHK総合・ラジオ第1、#NHK紅白歌合戦出場歴参照）に初出場。長男誕生を週刊誌にスクープされ、妻子の存在を公表する。

### 人気確立
1965年、4月に「兄弟仁義」と「帰ろかな」、11月に「函館の女」と、この年リリースしたうちの3曲がヒットし、演歌歌手としての人気を確立。映画『兄弟仁義』に出演。同作は大ヒットしてシリーズ化される。
1972年10月9日、デビューから10年間所属した新栄プロダクションから独立し、北島音楽事務所を設立。
1978年、「与作」でファン層の拡大に成功。1980年代以降、『腹が丈夫』であることをシャレにして名づけたペンネーム・原譲二を用いて作詞や作曲、演出を手がけることが増える。
1985年8月、飛行機に特設ステージを設け、機内コンサートを開催。飛行機内での本格的コンサートは世界初であった。
1986年12月、広域指定暴力団稲川会の新年会に出席していたことが静岡県警の捜査で明らかになり、決定していた第37回NHK紅白歌合戦への出場を辞退する。初出場から勇退までの半世紀で、不出場となったのはこの年のみ。

### 演歌の大御所として
1989年4月21日、新元号「平成」にちなんだ楽曲「平成音頭」を発表。約16万枚を売り上げた。
1997年7月、北海道寿都郡寿都町のイメージソング「風のロマン／弁慶岬」を発売、9月には演歌初のCDエクストラとなる「出逢い」を発売する。
1998年、NHK『おじゃる丸』主題歌「詠人（うたびと）」を歌うなど、新しいジャンルに挑戦。
2003年11月29日、八王子観光大使に委嘱。
2006年10月4日、古希と『芸道45周年』を祝うパーティーの席上、一番弟子の山本譲二を2007年に「暖簾分け」の形で独立させること、音楽事務所の社長を妻・雅子から長男・龍に交代させることを発表し。北島は「今後も山本を支援し続ける事に変わりは無い」と明言した。同月15日に発売した「あの日時代」でオリコン演歌・歌謡チャート1位の最高齢記録を更新。
2009年、デジタル放送推進協会の「日本全国"地デジで元気!"」のキャンペーンソングとして「地デジで元気！音頭」を作曲・歌唱。翌2010年、「地デジ化応援隊」のメンバーに選ばれた。
2010年3月4日、放送文化の向上に功績のあった人物を表彰する「第61回日本放送協会 放送文化賞」受賞が決定。結婚50周年を迎えた1月、シングル『夫婦一生』でオリコンチャート10位を獲得、10万枚を売上げた。2010年10月には同曲が日本レコード協会のゴールドディスク認定を受け、日本におけるゴールドディスクの最年長記録を更新した。
2011年2月22日、第32回松尾芸能賞・大賞を受賞。3月29日、授賞式が行われた。同年、“芸道50周年”を記念する「北島三郎 特別公演」が東京（日生劇場）・福岡（博多座）・名古屋（御園座）・大阪（新歌舞伎座）の4大劇場で上演された。75歳にして清水次郎長と森の石松の2役に挑んだ。
2013年、第64回NHK紅白歌合戦で史上初の50回出場を達成し、この回限りでの勇退を宣言。渋谷の日本クラウン本社で異例の記者会見が行われた。当日のステージは、史上初めて、紅白両軍の正規のトリの後にステージを設けられ、史上最多の13回目のトリで『まつり』を披露、半世紀の紅白出演を締めた。
2014年7月20日、実弟で北島音楽事務所常務取締役だった大野拓克が肝臓がんのため67歳で死去。この2か月前から体調を崩して入院加療を続けており、臨終の際には北島も立ち会った。24日の通夜、25日の告別式では施主を務めた。
同年9月23日、明治座で行われた『北島三郎最終公演』夜の部で、通算公演回数4500回を達成。明治座での歌手の座長公演としては国内最多となる。最終公演の演出担当には7月に死去した弟・大野拓克も名を連ねていた。
2015年1月の福岡・博多座公演をもって、座長公演からも退いた。通算公演数は4578回に達した。11月には第69回北海道新聞文化賞を受賞。
2016年春の叙勲で旭日小綬章を受章。
同年9月、頸椎症性脊髄症のため、コンサートの延期を発表。8月下旬に自宅の風呂場で転倒して持病の頸椎の痛みを悪化させ、9月12日に手術を受けていたことを明らかにした。
2019年5月15日、新元号「令和」にちなんだ楽曲「令和音頭」を発表。
2022年1月1日、ほぼ全楽曲のサブスクリプションによる配信を解禁。同年3月11日から3月13日に博多座、4月17日から4月19日に新歌舞伎座、5月13日から5月15日に御園座、12月6日から12月8日に明治座で「ファイナルコンサート」と銘打った劇場公演を行った。

## 人物
- 自宅は東京都八王子市暁町の八王子本線料金所を見下ろせる場所にある。総数36部屋の大豪邸に家族・内弟子とともに住んでいる（“三郎”からの語呂合わせで、36部屋作られた）。総敷地面積1500坪、総工費20億円の豪邸である。
- 演歌の振興や後進の育成にも貢献しており、山本譲二・小金沢昇司ら、北島音楽事務所所属、または北島を慕う演歌歌手によって北島ファミリーが形成されている。ファミリーからは親父若しくは先生と呼ばれている（北島の愛弟子であり、後に娘婿となった北山たけしも先生と呼ぶ）。
- 加山雄三とは親友である。
- 安藤昇とは、渋谷で流しの仕事をしていた当時、「安藤組」として愚連隊を仕切っていた安藤に声をかけてもらってからの付き合いで、安藤が芸能界入りしてからも交友が続いていた[34]。
- 体質的に酒が飲めず、奈良漬けを食べただけで酔ってしまうほどの下戸。若い頃から大の甘党である。高校時代は白飯に黒砂糖をかけただけの弁当が好きであった。また、コーヒーには大量の砂糖を入れて飲み、舞台の前には「飲まないと調子良く歌えない」と言うほど、炭酸を抜いた三ツ矢サイダーを愛飲している。ある日、北山が舞台前に三ツ矢サイダーをどうしても入手できず、別メーカーのサイダーを差し出したところ、違いを見抜いた北島から怒号が飛んだというエピソードがある。サイダーの炭酸を抜くのも弟子の仕事の一つである[35][36]。
- 佛所護念会教団の会員としても知られている。
- カーマニアとしての顔もあり、過去にはフォード・ファルコン、フォード・マスタング、キャデラックなど、アメリカ車を中心に乗用車を購入している。自身がお気に入りはクレネ（英語版）のカスタムカーで、北島が旅行先のラスベガスで展示を見て惚れ込んだもので、本人いわく『世界で一台しかない』自慢の愛車である。北島がクレネを運転している際にはよく周囲から「これは何というクルマですか?」と尋ねられると語っている[37]。
- 口癖は「アメリカにジャズあり、フランスにシャンソンあり、日本に演歌あり」。歌謡曲志向であるが、流しの仕事をしていたこともあり、海外のジャズ・スタンダードやカントリーも歌うことができる。
- 男性アイドルグループのSMAPのことを「大好き」だと述べている[38]。
- 『NHK紅白歌合戦』に対して、男女対抗戦を撤廃するべきとの考えをもち、NHKにその旨を伝えたこともある[39]。理由として「男女混成グループの出場増加」「2010年代に入ってからの紅白が紅白両軍で出場者数が異なる事が多い事」をあげている[40]。
- 2013年の『第64回NHK紅白歌合戦』のステージ上でAKB48からの卒業を発表した大島優子について「あれにしても、昔なら（私事を紅白で発表することは）考えられなかった。可笑しいといえば可笑しい。でも、それも時代という事なんだ」と語っている[41]。
- 50回に及ぶ紅白出場歴で、1番許せなかった共演歌手は2006年の『第57回NHK紅白歌合戦』でのDJ OZMAである[42]。「（紅白で）踊りを踊らされたりさ。あれから俺、段々（紅白が）嫌いになってきた」と述べている[43]。
- 2020年7月22日放送の『水曜日のダウンタウン』「古今東西 日本人知名度ランキング」[注釈 3]では第9位（92.5%）にランクインした。これは演歌歌手としてだけでなく、男性歌手としてもトップである。
- 門弟への教育は厳しく、小金沢は「何発殴られたか分からない。」と語った。山本譲二も「先に飯を食おうとしたら味噌汁をぶっかけられたことがある。」と語っている。一方で歌は「他人に教えられたものは本物ではない」として、指導しなかったという。
- 血液型はO型。

### 馬主として

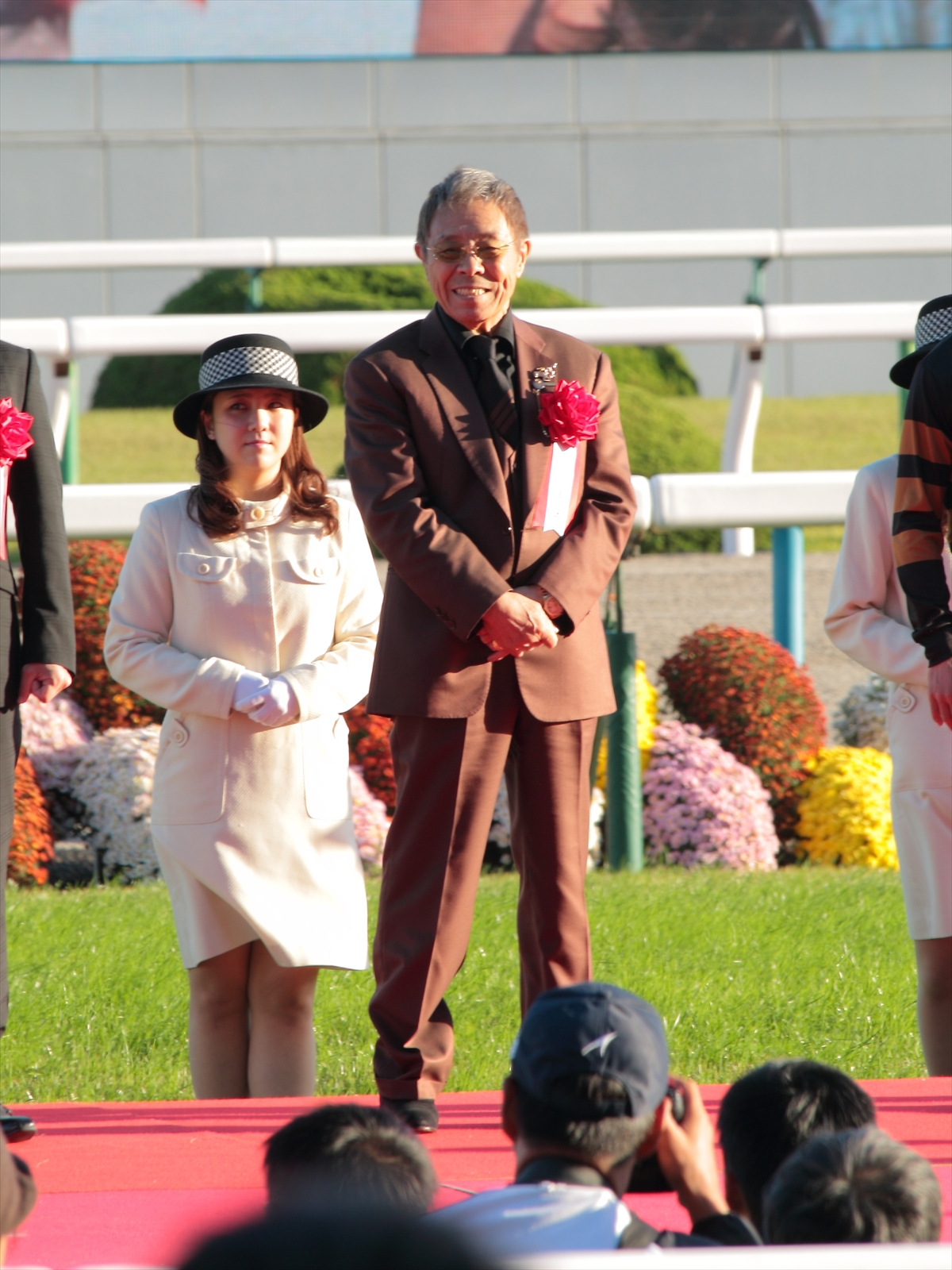
第76回菊花賞表彰式にて（2015年10月25日、京都競馬場）

デビュー当時に所属した新栄プロダクションの創業者で、馬主兼オーナーブリーダーの西川幸男や、事務所先輩で馬主でもあった春日八郎に勧められ、馬主活動を始める。
日本の競馬界では、1963年以来、「キタサン」の冠号で多くの競走馬を所有（登録上の名義は「有限会社大野商事」）。
現在の中央競馬における勝負服のデザイン（黒・茶三本輪）は、OBである函館西高校ラグビー部のジャージを模したものである。
かつては日本中央競馬会(JRA)のマナー啓発のPRに起用され、2009年5月には東京競馬場で行われた第76回東京優駿の発走前に場内で国歌を独唱した。

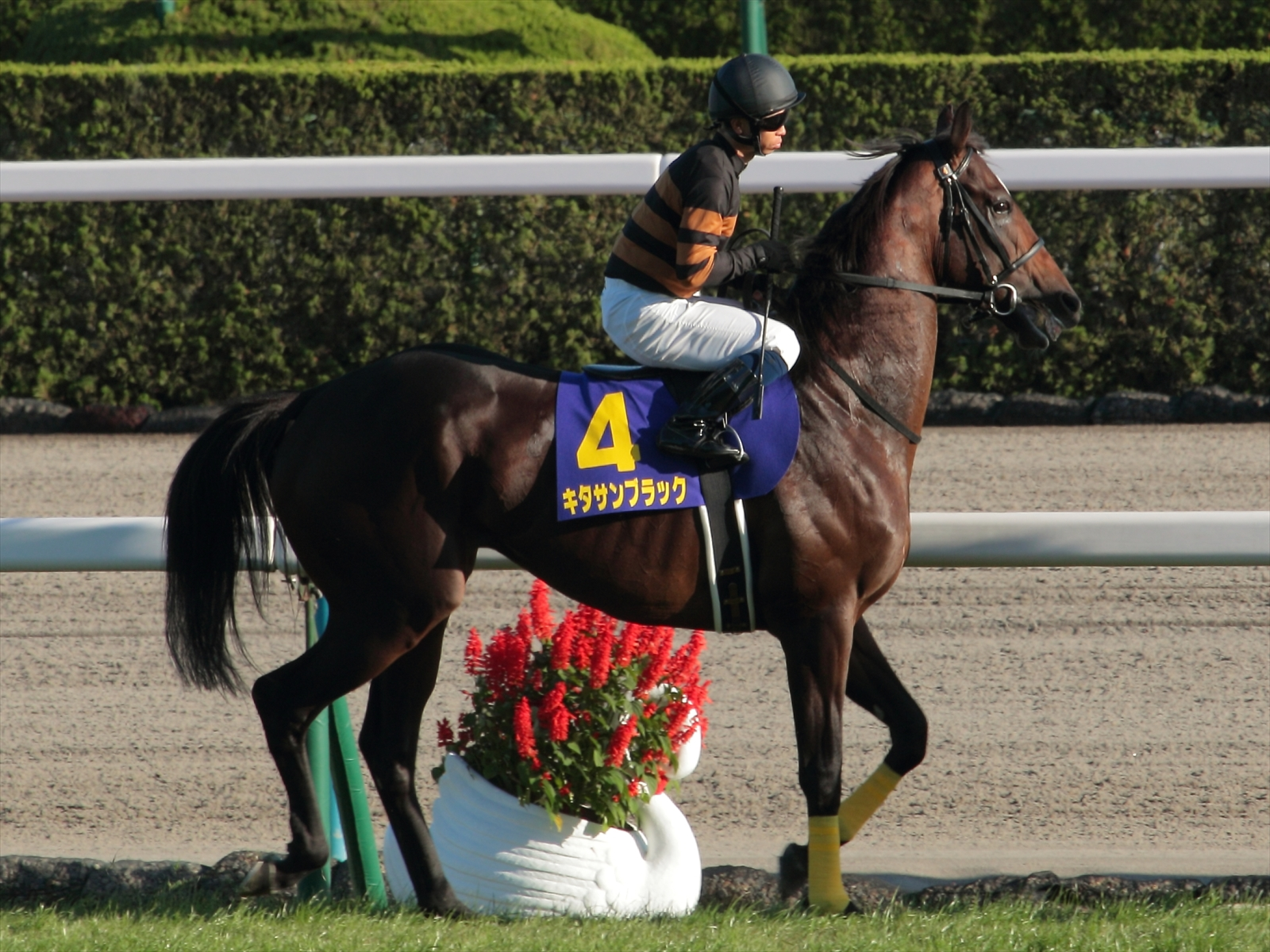
キタサンブラック

2015年10月25日の第76回菊花賞でキタサンブラックが優勝し、北島に初めてGI競走勝利の栄誉をもたらしたことを受けて「まつり」の替え歌を歌唱した。2016年5月1日の第153回天皇賞・春（京都競馬場）や第36回ジャパンカップでキタサンブラックが勝利した際も、東京競馬場で「まつり」を披露している。
2017年12月24日の有馬記念で引退レースとなるキタサンブラックが優勝。全レース終了後引退セレモニーにおいて愛馬を讃える新曲「ありがとう キタサンブラック」が北島本人の歌唱にて初披露された。
地方競馬でも楠賞全日本アラブ優駿を制したトライバルセンプーや東京盃勝ち馬のキタサンミカヅキ等を所有。川崎競馬場には北島が寄贈した馬の実物大模型「キタサンカワサキ」が展示されている。
2023年12月、アニメ『ウマ娘 プリティーダービー』シーズン3最終回に先立つYouTube配信に、キタサンブラックのオーナーとしての立場でビデオメッセージを寄せた。

## 家族
- 次男の大野誠は、ロックバンド1st BLOODのボーカル“MAKOTO”として、1988年にデビュー。シングル「American Dream」は北島の「年輪」とオリコンシングルチャートに同時チャートインし、オリコン史上初の「親子同時チャートイン」を記録した[51]。当時すでに“MAKOTO”の芸名で活躍していた北野誠がいたが、北島側が北野に“MAKOTO”名義を譲るよう申し入れたため、北野は改名した。『1st BLOOD』は2枚のアルバムを発売後、解散。誠はその後大地 土子（だいち とこ）のペンネームで、北島の曲の作詞・作曲を手がけた。同時に北島音楽出版の役員も務めていた[52][53]。
- 三女は女優・歌手[54]の水町レイコである。
- 愛弟子の一人で北島ファミリーの一員である北山たけしと次女が結婚したため、北山は義息子となった。
- 演歌歌手の松前ひろ子は従妹にあたる。同じく演歌歌手の三山ひろしは松前の娘婿（松前の次女の夫）[55]。

## 北島ファミリー
- 山本譲二（2007年元日付で北島音楽事務所から独立したが、暖簾分けの形であり北島ファミリーの一員であり続けている。）
- 原田悠里
- 小金沢昇司（2014年節分明けをもって北島音楽事務所から独立することが発表された。「暖簾分け」の形での独立である。）
- 和田青児（2012年元日付で北島音楽事務所から独立。「暖簾分け」の形で、ファミリーの一角である。）
- 山口ひろみ
- 北山たけし（北島の娘婿、大江と「北島兄弟」としても活動）
- 大江裕（北山と「北島兄弟」としても活動。平成最後のNHK紅白歌合戦に北島とともに特別企画で出演。）パニック障害で歌える状態で無かった時、一人で歌える様になるまで一年間付き人としてカバン持ちをさせてたり、北島と一緒なら歌えたので一緒に歌う等復帰まで支えた。作曲家に師事するか先輩に弟子入りして付き人をしたりして歌や礼儀を学ぶ仕来たりのある演歌界では異例の弟子入りなしでデビューした大江はこの間に初めて付き人を経験した。
- 長井みつる（28年にわたり北島の付き人を務め、2012年8月22日に北島の詞曲による『影』でデビューした。）

また、かつて北島音楽事務所には大橋純子・もんたよしのり・松原のぶえ・やや・里見☆しのぶ・岸本ゆきえ・チャダらが在籍していた。

## ディスコグラフィー

### シングル
| 発売日         | 型番       | 曲順     | 収録曲                             | 作詞                                                     | 作曲                                       | 編曲             | 備考 |
| 1960年代       | 1960年代   | 1960年代 | 1960年代                           | 1960年代                                                 | 1960年代                                   | 1960年代         | 1960年代 |
| -------------- | ---------- | -------- | ---------------------------------- | -------------------------------------------------------- | ------------------------------------------ | ---------------- | --- |
| 1962年6月5日   | SA-896     | A面      | ブンガチャ節                       | 星野哲郎                                                 | 船村 徹                                    | 船村 徹          | 発売から1週間で放送禁止となった曲。 |
| 1962年6月5日   | SA-896     | B面      | 泣き虫横丁                         | 星野哲郎                                                 | 船村 徹                                    | 船村 徹          | |
| 1962年8月20日  | SA-929     | A面      | なみだ船                           | 星野哲郎                                                 | 船村 徹                                    | 船村 徹          | 第4回日本レコード大賞新人賞受賞。 |
| 1962年8月20日  | SA-929     | B面      | バイバイ波止場                     | 星野哲郎                                                 | 船村 徹                                    | 船村 徹          | |
| 1962年10月20日 | SA-978     | A面      | 東京は船着場                       | 高野公男                                                 | 船村 徹                                    | 船村 徹          | |
| 1962年10月20日 | SA-978     | B面      | ギター船                           | 星野哲郎                                                 | 船村 徹                                    | 船村 徹          | |
| 1962年12月10日 | SA-1022    | A面      | さよなら船                         | 星野哲郎                                                 | 船村 徹                                    | 船村 徹          | |
| 1962年12月10日 | SA-1022    | B面      | 雨だれぽったん                     | 野村俊夫                                                 | 船村 徹                                    | 船村 徹          | |
| 1963年3月20日  | SA-1069    |          | 恋慕流し                           | 岩清水徹也                                               | 三和完児                                   | 三和完児         | c/wは「指きりげんまん」（歌：香川匂子） |
| 1963年3月20日  | SA-1077    |          | 亜矢子の唄                         | 西沢 爽                                                  | 船村 徹                                    | 船村 徹          | c/wは「愛のうず潮」（歌：島倉千代子） |
| 1963年4月20日  | SAS-8      | A面      | 男の灯り                           | 石本美由起                                               | 上原げんと                                 | 上原げんと       | このシングルよりステレオ盤 |
| 1963年4月20日  | SAS-8      | B面      | そうだろ節                         | 星野哲郎                                                 | 上原げんと                                 | 上原げんと       | このシングルよりステレオ盤 |
| 1963年         | SAS-26     | A面      | 男の友情                           | 高野公男                                                 | 船村 徹                                    | 船村 徹          | 青木光一のカバー |
| 1963年         | SAS-26     | B面      | なくな夜がらす                     | 星野哲郎                                                 | 船村 徹                                    | 船村 徹          | |
| 1963年5月5日   | SAS-37     |          | 思いだしたら泣いてくれ             | 西沢 爽                                                  | 万城目正                                   | 松尾健司         | 東映映画「最後の顔役」主題歌 c/wは「ふたりっきりの夢」（歌：青山和子）                                                                              |
| 1963年6月20日  | SAS-77     |          | 東京五輪音頭                       | 宮田 隆                                                  | 古賀政男                                   | 古賀政男         | 畠山みどりとのデュエット、8社競作。 c/wは「海をこえて友よきたれ」（歌：藤原 良・高石かつ枝・コロムビア合唱団）                                      |
| 1963年8月20日  | SAS-66     | A面      | ギター仁義                         | 嵯峨哲平                                                 | 遠藤 実                                    | 遠藤 実          | |
| 1963年8月20日  | SAS-66     | B面      | ジャンスカ節                       | 遠藤 実                                                  | 遠藤 実                                    | 遠藤 実          | |
| 1963年8月5日   | SAS-89     | A面      | 演歌師                             | 星野哲郎                                                 | 船村 徹                                    | 船村 徹          | 映画『やくざの歌』主題歌 |
| 1963年8月5日   | SAS-89     | B面      | あの頃の唄                         | 星野哲郎                                                 | 船村 徹                                    | 船村 徹          | 映画『やくざの歌』主題歌 |
| 1963年10月20日 | SAS-114    | A面      | なんだんべ                         | 石本美由起                                               | 船村 徹                                    | 船村 徹          | |
| 1963年10月20日 | SAS-114    | B面      | さよなら夜汽車                     | 星野哲郎                                                 | 船村 徹                                    | 船村 徹          | |
| 1963年11月20日 | SAS-143    | A面      | 白壁の町                           | 星野哲郎                                                 | 船村 徹                                    | 船村 徹          | |
| 1963年11月20日 | SAS-143    | B面      | 君去りし浜辺                       | 星野哲郎                                                 | 船村 徹                                    | 船村 徹          | |
| 1963年12月10日 | SAS-156    | A面      | 純情航路                           | 能勢英男                                                 | 米山正夫                                   | 山路進一         | |
| 1963年12月10日 | SAS-156    | B面      | マドロスさぶちゃん                 | 能勢英男                                                 | 米山正夫                                   | 山路進一         | |
| 1963年12月5日  | SAS-184    | A面      | さむらい船                         | 関沢新一                                                 | 船村 徹                                    | 船村 徹          | フジテレビ「海の野郎ども」主題歌 |
| 1963年12月5日  | SAS-184    | B面      | 海の野郎ども                       | 関沢新一                                                 | 船村 徹                                    | 船村 徹          | |
| 1963年12月10日 | CW-2       | A面      | 銀座の庄助さん                     | 三宅辰美                                                 | いづみゆたか                               | いづみゆたか     | クラウンレコード移籍第1弾 |
| 1963年12月10日 | CW-2       | B面      | 遠き灯り                           | 結城隆磨                                                 | いづみゆたか                               | いづみゆたか     | クラウンレコード移籍第1弾 |
| 1964年2月15日  | CW-27      | A面      | ソーラン仁義                       | 畔田耕吉                                                 | 成田武夫                                   | 福田 正          | |
| 1964年2月15日  | CW-27      | B面      | ギター泣け泣け                     | 稲葉爽秋                                                 | 木村孤童                                   | 福田 正          | |
| 1964年4月1日   | CW-54      | A面      | 喧嘩辰                             | 有近朱実                                                 | 関野幾生                                   | 福田 正          | 映画「車夫遊侠伝 喧嘩辰」主題歌。「男はつらいよ」第１作でも２番が使われている。                                                                     |
| 1964年4月1日   | CW-54      | B面      | がんす横丁                         | 英 玲二                                                  | 関野幾生                                   | 萩 敏郎          | |
| 1964年5月15日  | CW-69      | A面      | やん衆かもめ                       | 原 由記                                                  | 小畑 実                                    | 小畑 実          | |
| 1964年5月15日  | CW-69      | B面      | 裏町人生                           | 島田磬也                                                 | 阿部武雄                                   | 萩 敏郎          | |
| 1964年7月15日  | CW-99      | A面      | 三郎太鼓                           | 有近朱実                                                 | 島津伸男                                   | 島津伸男         | |
| 1964年7月15日  | CW-99      | B面      | 田舎へ帰れよ                       | 有田めぐむ                                               | 中村貞夫                                   | 福田 正          | |
| 1964年9月1日   | CW-125     | A面      | 想い出ギター                       | 中 大介                                                  | 坂 春夫                                    | 坂 春夫          | |
| 1964年9月1日   | CW-125     | B面      | ギター便り                         | 中 大介                                                  | 坂 春夫                                    | 坂 春夫          | |
| 1964年10月1日  | CW-144     | A面      | 男の情炎                           | 英 玲二                                                  | 関野幾生                                   | 福田 正          | |
| 1964年10月1日  | CW-144     | B面      | 残侠の唄                           | 八反ふじを                                               | 島津伸男                                   | 島津伸男         | |
| 1964年11月1日  | CW-161     | A面      | 男の日記                           | 有近朱実                                                 | 島津伸男                                   | 島津伸男         | |
| 1964年11月1日  | CW-161     | B面      | さいはて航路                       | 八反ふじを                                               | 新井利昌                                   | 福田 正          | |
| 1964年12月1日  | CW-174     | A面      | あばよ東京                         | 太刀戸要                                                 | 継 正信                                    | 継 正信          | |
| 1964年12月1日  | CW-174     | B面      | 艶歌船                             | 松坂直美                                                 | 継 正信                                    | 継 正信          | |
| 1965年1月1日   | CW-191     | A面      | にしん場育ち                       | 星野哲郎                                                 | 関野幾生                                   | 福田 正          | |
| 1965年1月1日   | CW-191     | B面      | 海の鉄火場                         | 八反ふじを                                               | 島津伸男                                   | 島津伸男         | |
| 1965年3月10日  | CW-253     | A面      | ぬかづけ ふるづけ いちやづけ       | 星野哲郎                                                 | 北原じゅん                                 | 福田 正          | |
| 1965年3月10日  | CW-253     | B面      | 俺らとチーコ                       | 八反ふじを                                               | 島津伸男                                   | 島津伸男         | |
| 1965年3月10日  | CW-254     | A面      | 兄弟仁義                           | 星野哲郎                                                 | 北原じゅん                                 | 福田 正          | 東映映画「兄弟仁義」主題歌 |
| 1965年3月10日  | CW-254     | B面      | つらい恋だよ                       | 八反ふじを                                               | 島津伸男                                   | 島津伸男         | |
| 1965年5月1日   | CW-263     | A面      | 度胸船                             | 星野哲郎                                                 | 関野幾生                                   | 福田 正          | |
| 1965年5月1日   | CW-263     | B面      | 男の涙                             | 星野哲郎                                                 | 島津伸男                                   | 島津伸男         | |
| 1965年3月10日  | CW-270     |          | スポーツ音頭                       | 乗田正美                                                 | 米山正夫                                   | 米山正夫         | スポーツニッポン新聞社募集歌「スポーツ音頭」当選作 c/wは「スパット リンリン」（歌：守屋浩、高石かつ枝）                                             |
| 1965年4月20日  | CW-276     | A面      | 帰ろかな                           | 永 六輔                                                  | 中村八大                                   | 中村八大         | NHK「夢であいましょう」昭和39年12月の歌 |
| 1965年4月20日  | CW-276     | B面      | 誰も                               | 永 六輔                                                  | 中村八大                                   | 中村二大         | NHK「夢であいましょう」昭和38年12月の歌 |
| 1965年8月1日   | CW-314     | A面      | 辛うござんす                       | 八反ふじを                                               | 萩 敏郎                                    | 萩 敏郎          | |
| 1965年8月1日   | CW-314     | B面      | ボタ山番外地                       | 星野哲郎                                                 | 中村順範                                   | 福田 正          | |
| 1965年8月1日   | CW-329     |          | みんな輪になろう〈公民館音頭〉     | 生田昌澄                                                 | 岩河三郎                                   | 岩河三郎         | with葵ひろ子、全国公民館連合会選定 c/wは「自由の朝〈公民館の歌〉」（歌唱 : 宍倉正信）                                                               |
| 1965年10月1日  | CW-359     |          | 浪人独り旅                         | 結束信二                                                 | 阿部皓哉                                   | 阿部皓哉         | NET系『素浪人 月影兵庫』主題歌 c/wは「あと追い笠」（歌：大川ひろみ）                                                                                |
| 1965年9月10日  | CW-361     | A面      | 喧嘩花火                           | 南沢純三                                                 | 関野幾生                                   | 福田 正          | |
| 1965年9月10日  | CW-361     | B面      | 男の涙                             | 南沢純三                                                 | 関野幾生                                   | 福田 正          | |
| 1965年12月1日  | CW-370     | A面      | どんぞこ                           | 星野哲郎                                                 | 北原じゅん                                 | 福田 正          | |
| 1965年12月1日  | CW-370     | B面      | おゝわが友よ                       | 星野哲郎                                                 | 北原じゅん                                 | 福田 正          | |
| 1965年11月10日 | CW-394     | A面      | 函館の女                           | 星野哲郎                                                 | 島津伸男                                   | 島津伸男         | |
| 1965年11月10日 | CW-394     | B面      | 北海道恋物語                       | 南沢純三                                                 | 関野幾生                                   | 中村貞夫         | |
| 1966年1月10日  | CW-425     | A面      | 男の歌                             | 永 六輔                                                  | 中村八大                                   | 中村八大         | |
| 1966年1月10日  | CW-425     | B面      | 恋のカクテル                       | 永 六輔                                                  | 中村八大                                   | 中村八大         | |
| 1966年3月1日   | CW-426     | A面      | 勝負師                             | 星野哲郎                                                 | 中村貞夫                                   | 萩 敏郎          | |
| 1966年3月1日   | CW-426     | B面      | 風雪月花                           | 星野哲郎                                                 | 中村貞夫                                   | 萩 敏郎          | |
| 1966年3月10日  | CW-464     |          | どらいぶ音頭                       | 星野哲郎                                                 | 米山正夫                                   | 福田 正          | c/wは「花の百万拍子」（歌：西郷輝彦） |
| 1966年5月1日   | CW-470     | A面      | 石松おとこ笠                       | 南沢純三                                                 | 関野幾生                                   | 福田 正          | |
| 1966年5月1日   | CW-470     | B面      | 石松さん                           | 南沢純三                                                 | 関野幾生                                   | 福田 正          | |
| 1966年7月1日   | CW-485     | A面      | 残侠物語                           | 星野哲郎                                                 | 関野幾生                                   | 萩 敏郎          | |
| 1966年7月1日   | CW-485     | B面      | 男腹太鼓                           | 星野哲郎                                                 | 関野幾生                                   | 萩 敏郎          | |
| 1966年5月10日  | CW-489     | A面      | 青雲五人男                         | 良池まもる                                               | 島津伸男                                   | 島津伸男         | NTV系『青雲五人の男』主題歌 |
| 1966年5月10日  | CW-489     | B面      | 男子有情                           | 南沢純三                                                 | 島津伸男                                   | 島津伸男         | |
| 1966年6月10日  | CW-521     | A面      | ド根性大将                         | 良池まもる                                               | 池田耕造                                   | 池田耕造         | 松竹映画『ド根性大将』主題歌 |
| 1966年6月10日  | CW-521     | B面      | やあ しばらく                      | 星野哲郎                                                 | 中村順範                                   | 福田 正          | |
| 1966年7月1日   | CW-510     | A面      | 人生阿波踊り                       | 萩 敏郎                                                  | 萩 敏郎                                    | 萩 敏郎          | |
| 1966年7月1日   | CW-510     | B面      | 俺のこの手                         | 南沢純三                                                 | 萩 敏郎                                    | 萩 敏郎          | |
| 1966年7月10日  | CW-534     | A面      | あゝ水戸浪士                       | 星野哲郎                                                 | 山崎正清                                   | 山崎正清         | 敦賀市・水戸市姉妹都市協定１周年記念 |
| 1966年7月10日  | CW-534     | B面      | 松原音頭                           | 星野哲郎                                                 | 山崎正清                                   | 山崎正清         | with 葵ひろ子 |
| 1966年9月10日  | CW-562     | A面      | 裸一貫                             | 八反ふじを                                               | 島津伸男                                   | 島津伸男         | NHK「歌のグランドショー」新作歌謡 |
| 1966年9月10日  | CW-562     | B面      | 次郎柿ヤイ                         | 佐々木貢                                                 | 中村貞夫                                   | 中村貞夫         | |
| 1966年11月1日  | CW-573     | A面      | 尾道の女                           | 星野哲郎                                                 | 島津伸男                                   | 島津伸男         | |
| 1966年11月1日  | CW-573     | B面      | 泣くな男だ                         | 星野哲郎                                                 | 島津伸男                                   | 島津伸男         | |
| 1966年12月1日  | CW-594     | A面      | 野良の大将                         | 馬杉 実                                                  | 中村八大                                   | 中村八大         | 家の光「田園ソング」 |
| 1966年12月1日  | CW-594     | B面      | 男だろ                             | 比良九郎                                                 | 北原じゅん                                 | 福田 正          | |
| 1967年2月1日   | CW-613     |          | 北洋音頭                           | 星野哲郎                                                 | 米山正夫                                   | 福田 正          | c/wは「北洋小唄」（歌：十勝花子） |
| 1967年2月10日  | CW-626     | A面      | チョックラ踊ろう                   | 星野哲郎                                                 | 関野幾生                                   | 関野幾生         | NHK「グランドショウ」新作歌謡 |
| 1967年2月10日  | CW-626     | B面      | この世はたのし                     | 星野哲郎                                                 | 中村千里                                   | 萩 敏郎          | |
| 1967年4月1日   | CW-631     | A面      | さよならだって明日がある           | 星野哲郎                                                 | 島津伸男                                   | 島津伸男         | |
| 1967年4月1日   | CW-631     | B面      | さよなら妹よ                       | 星野哲郎                                                 | 島津伸男                                   | 島津伸男         | |
| 1967年6月1日   | CW-658     | A面      | 三郎かもめ                         | 星野哲郎                                                 | 前田利明                                   | 萩 敏郎          | |
| 1967年6月1日   | CW-658     | B面      | 別れの第三埠頭                     | 星野哲郎                                                 | 前田利明                                   | 萩 敏郎          | |
| 1967年8月1日   | CS-686     | A面      | 兄貴                               | 星野哲郎                                                 | 島津伸男                                   | 島津伸男         | |
| 1967年8月1日   | CS-686     | B面      | アロハの島                         | 星野哲郎                                                 | 山崎正清                                   | 山崎正清         | |
| 1967年7月10日  | CW-698     |          | ふるさとによろしく                 | 星野哲郎                                                 | 岩代浩一                                   | 岩代浩一         | c/wは「七夕音頭 」 （歌：葵ひろ子、鎌田英一、安藤由美子）                                                                                           |
| 1967年7月10日  | CW-700     | A面      | 博多の女                           | 星野哲郎                                                 | 島津伸男                                   | 島津伸男         | 北島にとって初のオリコンランクイン作品となった。 |
| 1967年7月10日  | CW-700     | B面      | からすとゆりの花                   | 星野哲郎                                                 | 島津伸男                                   | 島津伸男         | 北島にとって初のオリコンランクイン作品となった。 |
| 1967年7月10日  | CW-701     |          | 函館音頭                           | 鈴木正忠 補：星野哲郎                                    | 米山正夫                                   | 小杉仁三         | c/wは「黒ゆり物語 」（歌：永井江利子、山下洋治とムーディースターズ）                                                                                |
| 1967年9月1日   | CW-704     | A面      | 関東流れ唄                         | 星野哲郎                                                 | 島津伸男                                   | 島津伸男         | 東映映画『関東命知らず』主題歌 |
| 1967年9月1日   | CW-704     | B面      | 男人情花                           | 星野哲郎                                                 | 関野幾生                                   | 関野幾生         | |
| 1967年11月1日  | CW-737     | A面      | 男の一本道                         | 星野哲郎                                                 | 安藤実親                                   | 安藤実親         | |
| 1967年11月1日  | CW-737     | B面      | 風雪の唄                           | 星野哲郎                                                 | 安藤実親                                   | 安藤実親         | |
| 1967年12月10日 | CW-773     | A面      | 河岸の石松                         | 星野哲郎                                                 | 島津伸男                                   | 島津伸男         | |
| 1967年12月10日 | CW-773     | B面      | 意地のすじがね                     | 星野哲郎                                                 | 島津伸男                                   | 島津伸男         | |
| 1967年12月10日 | CW-771     | A面      | 北国                               | 南沢純三                                                 | 関野幾生                                   | 鏑木 創          | |
| 1967年12月10日 | CW-771     | B面      | アカシヤの街角で                   | 南沢純三                                                 | 関野幾生                                   | 鏑木 創          | |
| 1968年2月10日  | CW-785     | A面      | 薩摩の女                           | 星野哲郎                                                 | 島津伸男                                   | 島津伸男         | |
| 1968年2月10日  | CW-785     | B面      | 霧島エレジー                       | 水沢圭吾                                                 | 関野幾生                                   | 小杉仁三         | |
| 1968年3月1日   | CW-794     | A面      | 男の潮路                           | 相川のぼる                                               | 桜井 稔                                    | 福田 正          | |
| 1968年3月1日   | CW-794     | B面      | 越路の町に赤い灯がともる           | 星野哲郎                                                 | 島津伸男                                   | 島津伸男         | |
| 1968年7月1日   | CW-830     | A面      | 伊予の女                           | 星野哲郎                                                 | 島津伸男                                   | 島津伸男         | |
| 1968年7月1日   | CW-830     | B面      | 西海旅情                           | 星野哲郎                                                 | 島津伸男                                   | 島津伸男         | |
| 1968年7月1日   | CW-835     | A面      | 君にだまって行こう                 | 水沢圭吾                                                 | 前田利明                                   | 重松岩雄         | |
| 1968年7月1日   | CW-835     | B面      | 男の夕陽                           | 水沢圭吾                                                 | 前田利明                                   | 重松岩雄         | |
| 1968年9月1日   | CW-856     | A面      | 呉線経由                           | 英 玲二                                                  | 中村千里                                   | 中村千里         | |
| 1968年9月1日   | CW-856     | B面      | 君のためなら                       | 星野哲郎                                                 | 関野幾生                                   | 萩 敏郎          | |
| 1968年10月1日  | CW-870     | A面      | 伊勢の女                           | 星野哲郎                                                 | 島津伸男                                   | 島津伸男         | |
| 1968年10月1日  | CW-870     | B面      | さすらい花                         | 星野哲郎                                                 | 島津伸男                                   | 島津伸男         | |
| 1968年12月1日  | CW-894     | A面      | 男ひとりの詩                       | 八反ふじを                                               | 中村千里                                   | 中村千里         | 日本テレビ「ここまでおいで」主題歌 |
| 1968年12月1日  | CW-894     | B面      | 男の誓い                           | 八反ふじを                                               | 原 譲二                                    | 島津伸男         | |
| 1969年2月1日   | CW-906     |          | 浪人まかり通る                     | 結束信二                                                 | 阿部皓哉                                   | 阿部皓哉         | NET系『素浪人 花山大吉』主題歌 c/wは「風来坊笠」（歌：品川隆二）                                                                                    |
| 1969年4月1日   | CW-916     | A面      | 仁義                               | 星野哲郎                                                 | 中村千里                                   | 重松岩雄         | 売上42.6万枚・週間8位はともにオリコンの自己記録である。                                                                                             |
| 1969年4月1日   | CW-916     | B面      | さいはての宿                       | 八反ふじを                                               | 中村千里                                   | 植原道雄         | 売上42.6万枚・週間8位はともにオリコンの自己記録である。                                                                                             |
| 1969年7月1日   | CW-924     | A面      | 加賀の女                           | 星野哲郎                                                 | 島津伸男                                   | 島津伸男         | フジテレビ系『花と狼』主題歌 |
| 1969年7月1日   | CW-924     | B面      | 加賀かっちり                       | 星野哲郎                                                 | 島津伸男                                   | 島津伸男         | |
| 1970年代       |            |          |                                    |                                                          |                                            |                  | |
| 1969年11月1日  | CW-990     | A面      | 花と狼                             | 奥野椰子夫                                               | 関野幾生                                   | 重松岩雄         | |
| 1969年11月1日  | CW-990     | B面      | おれの夜明け                       | 水沢圭吾                                                 | 関野幾生                                   | 清水路雄         | |
| 1970年2月10日  | CW-1027    | A面      | 盃                                 | 星野哲郎                                                 | 中村千里                                   | 重松岩雄         | |
| 1970年2月10日  | CW-1027    | B面      | 夢恋酒                             | 星野哲郎                                                 | 中村千里                                   | 中村千里         | |
| 1970年4月1日   | CW-1037    |          | 兄妹                               | 八反ふじを                                               | 島津伸男                                   | 島津伸男         | c/wは「恋をするなら」（歌：松前弘子） |
| 1970年5月1日   | CW-1047    | A面      | 俺がやらなきゃ誰がやる             | 八反ふじを                                               | 島津伸男                                   | 島津伸男         | 朝日放送『てなもんや二刀流』主題歌 |
| 1970年5月1日   | CW-1047    | B面      | さすらい者                         | 中山大三郎                                               | 前田利明                                   | 重松岩雄         | |
| 1970年6月1日   | CW-1060    | A面      | 伊豆の女                           | 星野哲郎                                                 | 島津伸男                                   | 島津伸男         | |
| 1970年6月1日   | CW-1060    | B面      | 城ケ崎ブルース                     | 星野哲郎                                                 | 関野幾生                                   | 関野幾生         | |
| 1970年8月25日  | CW-1089    | A面      | デンガラ節                         | 星野哲郎                                                 | 不詳 大野穣（採譜・補）                    | 清水路雄         | |
| 1970年8月25日  | CW-1089    | B面      | ふるさと北国                       | 藤のぼる 補：南沢純三                                    | 中村千里                                   | 重松岩雄         | |
| 1970年10月15日 | DC-501     | A面      | 誠                                 | 星野哲郎                                                 | 中村千里                                   | 清水路雄         | 歌手生活10周年記念曲 |
| 1970年10月15日 | DC-501     | B面      | やってこな                         | 星野哲郎                                                 | 中村千里                                   | 清水路雄         | |
| 1970年11月25日 | CW-1102    | A面      | 花の宴                             | 中山大三郎                                               | 中村千里                                   | 重松岩雄         | |
| 1970年11月25日 | CW-1102    | B面      | 帰るなよ                           | 吉沢しげお                                               | 関野幾生                                   | 関野幾生         | |
| 1971年3月25日  | CW-1127    | A面      | なごやの女                         | 星野哲郎                                                 | 島津伸男                                   | 重松岩雄         | |
| 1971年3月25日  | CW-1127    | B面      | 親父の拳                           | 南沢純三                                                 | 島津伸男                                   | 島津伸男         | |
| 1971年5月25日  | CW-1153    | A面      | 任侠                               | 水城一狼                                                 | 水城一狼                                   | 牧 一雄          | |
| 1971年5月25日  | CW-1153    | B面      | 男の道                             | 原 譲二                                                  | 原 譲二                                    | 牧 一雄          | |
| 1971年9月25日  | CW-1180    | A面      | 男の未練                           | 八反ふじを                                               | 中村千里                                   | 岩代浩一         | |
| 1971年9月25日  | CW-1180    | B面      | 花と命                             | 星野哲郎                                                 | 中村千里                                   | 岩代浩一         | |
| 1971年8月25日  | CW-1187    | A面      | 別れの一本杉                       | 高野公男                                                 | 船村 徹                                    | 船村 徹          | |
| 1971年8月25日  | CW-1187    | B面      | 田舎へ帰れよ                       | 有田めぐむ                                               | 中村貞夫                                   |                  | |
| 1971年11月20日 | DC-503     | A面      | 北海太鼓                           | 星野哲郎                                                 | 島津伸男                                   | 島津伸男         | |
| 1971年11月20日 | DC-503     | B面      | 安兵衛さん                         | 星野哲郎                                                 | 関野幾生                                   | 関野幾生         | |
| 1971年12月25日 | CW-1205    | A面      | 渡り鳥いつ帰る                     | 阿久 悠                                                  | 猪俣公章                                   | 小杉仁三         | |
| 1971年12月25日 | CW-1205    | B面      | 肩に二月の雪が舞う                 | 阿久 悠                                                  | 猪俣公章                                   | 猪俣公章         | |
| 1972年3月25日  | CW-1221    | A面      | 波止場                             | 星野哲郎                                                 | 市川昭介                                   | 成田征英         | |
| 1972年3月25日  | CW-1221    | B面      | あばよ                             | 星野哲郎                                                 | 市川昭介                                   | 市川昭介         | |
| 1972年5月20日  | CW-1236    | A面      | 沖縄の女                           | 星野哲郎                                                 | 島津伸男                                   | 清水路雄         | |
| 1972年5月20日  | CW-1236    | B面      | 島の乙女（みやらび）               | 南沢純三                                                 | 前田利明                                   | 清水路雄         | |
| 1972年7月20日  | CW-1248    | A面      | ふるさとは土佐                     | 嶋岡 晨                                                  | 山本直純                                   | 山本直純         | |
| 1972年7月20日  | CW-1248    | B面      | 別れの子守唄                       | 梶野三郎                                                 | 野々卓也                                   | 池田 孝          | |
| 1972年11月20日 | CW-1290    | A面      | 冬の宿                             | 星野哲郎                                                 | 紫しずか                                   | 栗田俊夫         | |
| 1972年11月20日 | CW-1290    | B面      | 別れの子守唄                       | 梶野三郎                                                 | 野々卓也                                   | 池田 孝          | |
| 1973年3月20日  | CW-1301    | A面      | 大西郷                             | 児玉誉士夫                                               | 米山正夫                                   | 福田 正          | |
| 1973年3月20日  | CW-1301    | B面      | 若いうちだよ                       | 児玉誉士夫                                               | 米山正夫                                   | 福田 正          | |
| 1973年5月20日  | CW-1334    | A面      | 海鳥の島                           | 中山大三郎                                               | 中村千里                                   | 栗田俊夫         | |
| 1973年5月20日  | CW-1334    | B面      | さすらいの海                       | 中山大三郎                                               | 中村千里                                   | 栗田俊夫         | |
| 1973年7月20日  | CW-1346    | A面      | 宿なしの唄                         | 原 譲二                                                  | 原 譲二                                    | 福田 正          | |
| 1973年7月20日  | CW-1346    | B面      | 君にあげようふるさとを             | 中山大三郎                                               | 山路進一                                   | 清水路雄         | |
| 1973年10月5日  | CW-1377    | A面      | 木曽の女                           | 星野哲郎                                                 | 島津伸男                                   | 島津伸男         | |
| 1973年10月5日  | CW-1377    | B面      | 男泣き                             | 星野哲郎                                                 | 一の木優                                   | 湯野カオル       | |
| 1973年12月20日 | CW-1386    | A面      | 夕焼け三度笠                       | 原 譲二                                                  | 原 譲二                                    | 池多孝春         | |
| 1973年12月20日 | CW-1386    | B面      | 居酒屋                             | 石坂まさを                                               | 高木勇次                                   | 池多孝春         | |
| 1974年3月25日  | CW-1406    | A面      | 海のあらくれ                       | 星野哲郎                                                 | 米山正夫                                   | 小杉仁三         | |
| 1974年3月25日  | CW-1406    | B面      | 太平洋ロック                       | 星野哲郎                                                 | 米山正夫                                   | 小杉仁三         | |
| 1974年4月25日  | CW-1416    | A面      | 寒流                               | 星野哲郎                                                 | 福田マチ                                   | 栗田俊夫         | |
| 1974年4月25日  | CW-1416    | B面      | 道                                 | 山田孝雄                                                 | 原 譲二                                    | 中村八大         | |
| 1974年7月25日  | CW-1435    | A面      | ふたり旅                           | 花田典子 補：星野哲郎                                    |                                            |                  | |
| 1974年7月25日  | CW-1435    | B面      | かっぱ音頭                         | 星野哲郎                                                 | 市川昭介                                   | あかのたちお     | |
| 1974年10月25日 | CW-1450    | A面      | みちのくの女                       | 星野哲郎                                                 | 島津伸男                                   | 島津伸男         | |
| 1974年10月25日 | CW-1450    | B面      | 乗換駅                             | 南沢純三                                                 | 関野幾夫                                   | 清水路雄         | |
| 1974年12月20日 | CW-1464    | A面      | 祝                                 | 関沢新一                                                 | 関野幾夫                                   | 重松岩雄         | |
| 1974年12月20日 | CW-1464    | B面      | 一騎打                             |                                                          |                                            |                  | |
| 1975年2月25日  | CW-1476    | A面      | いのち                             | 星野哲郎                                                 | 島津伸男                                   | 清水路雄         | |
| 1975年2月25日  | CW-1476    | B面      | 男で死ぬ                           | 田畑しげき                                               | 大門 勝                                    | 清水路雄         | |
| 1975年6月25日  | CW-1495    | A面      | さよなら                           | 原 譲二                                                  | 原 譲二                                    | 青木 望          | |
| 1975年6月25日  | CW-1495    | B面      | 長崎は呼んでいる                   | 星野哲郎                                                 | 中村千里                                   | 小山恭弘         | |
| 1975年9月25日  | CW-1518    | A面      | 残雪                               | 西郷たけし                                               | 大野一二三                                 | 安藤実親         | |
| 1975年9月25日  | CW-1518    | B面      | わかれ話                           | 原譲二                                                   | 一の木優                                   | 池多孝春         | |
| 1975年11月25日 | CW-1522    | A面      | 織田信長                           | 児玉誉士夫                                               | 中川博之                                   | 安形和巳         | |
| 1975年11月25日 | CW-1522    | B面      | 人生五十年                         | なかにし礼                                               | 中川博之                                   | 安形和巳         | |
| 1976年4月25日  | CW-1553    | A面      | お嫁に行っていいんだよ             | 野本高平                                                 | 四方章人                                   | 青木 望          | |
| 1976年4月25日  | CW-1553    | B面      | 離愁                               | 星野哲郎                                                 | 新井利昌                                   | 原田良一         | |
| 1976年6月25日  | CW-1570    | A面      | 歩                                 | 関沢新一                                                 | 安藤実親                                   | 安藤実親         | |
| 1976年6月25日  | CW-1570    | B面      | 一騎打                             | 関沢新一                                                 | 関野幾夫                                   | 重松岩雄         | 「祝」B面の再カップリング |
| 1976年9月25日  | CW-1586    | A面      | 夜明け                             | 星野哲郎                                                 | 米山正夫                                   | 安形和巳         | |
| 1976年9月25日  | CW-1586    | B面      | 汽車は出て行く                     | 千家和也                                                 | 中村千里                                   | 小山恭弘         | |
| 1976年11月25日 | CW-1609    | A面      | 丼池人生                           | 梅林貴久生                                               | 島津伸男                                   | 島津伸男         | NHK『丼池太閤記』主題歌 |
| 1976年11月25日 | CW-1609    | B面      | ジャンパー酒場                     | 松井由利夫                                               | 島津伸男                                   | 島津伸男         | |
| 1977年4月25日  | CW-1651    | A面      | 海峡ブルース                       | 星野哲郎                                                 | 新井利昌                                   | 小杉仁三         | |
| 1977年4月25日  | CW-1651    | B面      | 霧                                 | 星野哲郎                                                 | 新井利昌                                   | 小杉仁三         | |
| 1977年9月25日  | CW-1690    | A面      | 終着駅は始発駅                     | 佐東たどる 補：星野哲郎                                  | 中村千里                                   | 池多孝春         | 月刊平凡「北島三郎のうたう歌」歌詩募集 入選作 |
| 1977年9月25日  | CW-1690    | B面      | ふるさと                           | 星野哲郎                                                 | 中村千里                                   | 安形和巳         | |
| 1978年3月25日  | CW-1720    | A面      | 与作                               | 七沢公典                                                 | 七沢公典                                   | 池多孝春         | NHK総合テレビ『あなたのメロディー』の入賞曲。 千昌夫との競作                                                                                        |
| 1978年3月25日  | CW-1720    | B面      | 風の峠                             | 南沢純三                                                 | 関野幾夫                                   | 福田 正          | |
| 1978年3月25日  | CW-1779    | A面      | 母のふるさと                       | 星野哲郎                                                 | 島津伸男                                   | 島津伸男         | c/wは同名同曲のカラオケ |
| 1979年4月25日  | CW-1800    | A面      | 横浜の女                           | 星野哲郎                                                 | 島津伸男                                   | 島津伸男         | |
| 1979年4月25日  | CW-1800    | B面      | きままな男とはぐれた女             | 松井由利夫                                               | 原 譲二                                    | 鈴木 操          | |
| 1980年代       |            |          |                                    |                                                          |                                            |                  | |
| 1980年1月25日  | CW-1900    | A面      | 旅飛脚の詩                         | 藤田まさと                                               | 山本丈晴                                   | 馬場 良          | |
| 1980年1月25日  | CW-1900    | B面      | さかずき仲間                       | 藤田まさと                                               | 山本丈晴                                   | 馬場 良          | |
| 1980年6月5日   | CWA-1      | A面      | 流浪の愛                           | 高橋利奈 補：星野哲郎                                    |                                            |                  | |
| 1980年6月5日   | CWA-1      | B面      | 流浪の花よ                         | 星野哲郎                                                 | 関野幾生                                   | 鏑木 創          | |
| 1980年9月15日  | CWA-35     | A面      | 風雪ながれ旅                       | 星野哲郎                                                 | 船村 徹                                    | 丸山雅仁         | 第1回古賀政男記念音楽大賞 大賞受賞 |
| 1980年9月15日  | CWA-35     | B面      | 雀のお宿                           | 上尾美代志                                               | 船村 徹                                    | 丸山雅仁         | |
| 1981年3月25日  | CWA-70     | A面      | 斧                                 | 竹内良子絵 補：星野哲郎                                  | 中村千里                                   | 池多孝春         | |
| 1981年3月25日  | CWA-70     | B面      | 東京ぐらし                         | 星野哲郎                                                 | 島津伸男                                   | 島津伸男         | |
| 1981年6月25日  | CWA-80     | A面      | 愛の道                             | 八代富子 芳野薫（補）                                    | 原 譲二                                    | 斉藤恒夫         | |
| 1981年6月25日  | CWA-80     | B面      | 冬の宿                             | 星野哲郎                                                 | 紫しずか                                   | 栗田俊夫         | 1972年のシングルに収録されたものと同じ音源 |
| 1982年1月25日  | CWA-119    | A面      | 炎の男                             | 原 譲二                                                  | 原 譲二                                    | 鈴木 操          | テレビ朝日系『吉宗評判記 暴れん坊将軍、暴れん坊将軍II』エンディングテーマ                                                                           |
| 1982年1月25日  | CWA-119    | B面      | 雪・哀歌                           | 原 譲二                                                  | 原 譲二                                    | 鈴木 操          | |
| 1982年7月25日  | CWA-138    | A面      | 運                                 | 関沢新一                                                 | 中村典正                                   | 安形和巳         | |
| 1982年7月25日  | CWA-138    | B面      | ふるさと                           |                                                          |                                            |                  | 「終着駅は始発駅」B面の再カップリング |
| 1982年10月25日 | CWA-157    | A面      | 日本海                             | 原 譲二                                                  | 原 譲二                                    | 鈴木 操          | |
| 1982年10月25日 | CWA-157    | B面      | 夕陽岬                             | 新本創子                                                 | 原 譲二                                    | 鈴木 操          | |
| 1983年4月2日   | CWA-170    | A面      | 我愛香妃（ウォーアイシャンフェイ） | エリザベートC・T                                         | 鏑木 創                                    | 鏑木 創          | c/wは同名同曲のカラオケ |
| 1983年7月20日  | CWA-187    | A面      | 漁歌                               | 山田孝雄                                                 | 浜 圭介                                    | 清水靖晃         | 北原ミレイとの競作c/wは編曲者である清水靖晃のサックス演奏による同名同曲のインストゥルメンタル                                                       |
| 1984年3月20日  | CWA-225    | A面      | 夫婦絶唱                           | 関沢新一                                                 | 中村典正                                   | 丸山雅仁         | |
| 1984年3月20日  | CWA-225    | B面      | つくつく法師                       | 那須野巌                                                 | 船村 徹                                    | 南郷達也         | |
| 1984年10月21日 | CWA-225    | A面      | 神奈川水滸伝                       | 星野哲郎                                                 | 船村 徹                                    | 船村 徹          | 東映映画『修羅の群れ』主題歌 |
| 1984年10月21日 | CWA-225    | B面      | 修羅の橋                           | 星野哲郎                                                 | 船村 徹                                    | 船村 徹          | |
| 1984年11月21日 | CWA-260    | A面      | まつり                             | なかにし礼                                               | 原 譲二                                    | 鈴木 操          | |
| 1984年11月21日 | CWA-260    | B面      | 木津川                             | 佐治裕子                                                 | 原 譲二                                    | 鈴木 操          | |
| 1985年1月21日  | CWA-270    | A面      | 男の劇場                           | 星野哲郎                                                 | 北原じゅん                                 | 池多孝春         | |
| 1985年1月21日  | CWA-270    | B面      | 栃木歳月                           | 荒川利夫                                                 | 船村 徹                                    | 丸山雅仁         | |
| 1985年9月21日  | CWA-320    | A面      | 激唱 〜青函トンネル〜              | 星野哲郎                                                 | 船村 徹                                    | 南郷達也         | |
| 1985年9月21日  | CWA-320    | B面      | 石                                 | 星野哲郎                                                 | 船村 徹                                    | 丸山雅仁         | |
| 1985年9月21日  | CWA-318    | A面      | 湯本ブルース                       | 星野哲郎                                                 | 原 譲二                                    | 鈴木 操          | |
| 1985年9月21日  | CWA-318    | B面      | 箱根のおんな                       | 星野哲郎                                                 | 原 譲二                                    | 鈴木 操          | |
| 1985年9月21日  | CWA-319    | A面      | 男飛車                             | 関沢新一                                                 | 安藤実親                                   | 丸山雅仁         | |
| 1985年9月21日  | CWA-319    | B面      | 親のない子の子守唄                 | 原 譲二                                                  | 原 譲二                                    | 鈴木 操          | |
| 1985年11月10日 | CWA-333    | A面      | 十九のまつり                       | なかにし礼                                               | 原 譲二                                    | 鈴木 操          | |
| 1985年11月10日 | CWA-333    | B面      | 女がひとり                         | 原 譲二                                                  | 原 譲二                                    | 鈴木 操          | |
| 1986年3月15日  | CWA-350    | A面      | 浪曲太鼓                           | 原 譲二 補：星野哲郎                                     | 原 譲二                                    | 斉藤恒夫         | |
| 1986年3月15日  | CWA-350    | B面      | 海の子守唄                         | 新條カオル                                               | 桜田誠一                                   | 斉藤恒夫         | |
| 1986年6月5日   | CWA-360    | A面      | 北の漁場                           | 新條カオル                                               | 桜田誠一                                   | 斉藤恒夫         | 第28回日本レコード大賞最優秀歌唱賞受賞曲。 芸道25周年記念曲。                                                                                       |
| 1986年6月5日   | CWA-360    | B面      | 風の追分                           | 新條カオル                                               | 桜田誠一                                   | 斉藤恒夫         | |
| 1987年8月21日  | CWA-435    | A面      | 花の生涯                           | 星野哲郎                                                 | 船村 徹                                    | 丸山雅仁         | |
| 1987年8月21日  | CWA-435    | B面      | 忍                                 | 星野哲郎                                                 | 中村千里                                   | 安形和巳         | |
| 1987年8月21日  | CWA-436    | A面      | だまって歩けば                     | 石本美由起                                               | 吉田 正                                    | 小杉仁三         | |
| 1987年8月21日  | CWA-436    | B面      | 俺のとなりに                       | 石本美由起                                               | 吉田 正                                    | 小杉仁三         | |
| 1987年8月21日  | CWA-437    | A面      | 川                                 | 野村耕三                                                 | 池山 錠                                    | 斉藤恒夫         | |
| 1987年8月21日  | CWA-437    | B面      | 旅路                               | 野村耕三                                                 | 桜田誠一                                   | 斉藤恒夫         | |
| 1987年8月21日  | CWA-438    | A面      | 息子                               | 星野哲郎                                                 | 船村 徹                                    | 斉藤恒夫         | |
| 1987年8月21日  | CWA-438    | B面      | 夫婦山脈                           | 星野哲郎                                                 | 船村 徹                                    | 船村 徹          | |
| 1988年4月21日  | CWA-463    | A面      | がまん坂                           | 原 譲二                                                  | 原 譲二                                    | 鈴木 操          | テレビ朝日『暴れん坊将軍III、暴れん坊将軍IV』エンディングテーマ                                                                                     |
| 1988年4月21日  | CWA-463    | B面      | 流転笠                             | 原 譲二                                                  | 原 譲二                                    | 鈴木 操          | |
| 1988年6月21日  | ZVK-4      | A面      | 年輪                               | 関根縋一 補：石本美由起                                  | 原 譲二                                    | 鈴木 操          | 「山の歌」作詩募集入選作 |
| 1988年6月21日  | ZVK-4      | B面      | 三郎杉                             | 内田善士 補：石本美由起                                  | 原 譲二                                    |                  | |
| 1988年7月21日  | CWA-474    | A面      | 黒潮漁歌 かつお船                  | 大屋敷正見 補：大野一二三                                | 島津伸男                                   | 小杉仁三         | |
| 1988年7月21日  | CWA-474    | B面      | 薩摩人情船                         | 勝田寛望 補：大野一二三                                  | 池山 錠                                    | 鈴木 操          | |
| 1988年10月10日 | CWA-490    | A面      | あじさい情話                       | 星野哲郎                                                 | 原 譲二                                    | 鈴木 操          | |
| 1988年10月10日 | CWA-490    | B面      | 箱根ヨッシャ踊り                   |                                                          |                                            |                  | |
| 1989年4月21日  | ZVK-11     | A面      | 平成音頭                           | 星野哲郎                                                 | 原 譲二                                    | 鈴木 操          | |
| 1989年4月21日  | ZVK-11     | B面      | 魂（こころ）                       | 星野哲郎                                                 | 船村 徹                                    | 船村 徹          | |
| 1989年9月5日   | ZVK-25     | A面      | 夜汽車                             | 木下龍太郎                                               | 原 譲二                                    | 斉藤恒夫         | |
| 1989年9月5日   | ZVK-25     | B面      | 越後情話                           | 星野哲郎                                                 | 原 譲二                                    | 斉藤恒夫         | |
| 1990年代       |            |          |                                    |                                                          |                                            |                  | |
| 1990年3月31日  | CRDN-1     | 1        | 山                                 | 星野哲郎                                                 | 原 譲二                                    | 斉藤恒夫         | 本作品からCDに移行。 |
| 1990年3月31日  | CRDN-1     | 2        | さがさないで下さい                 | 星野哲郎                                                 | 原 譲二                                    | 小杉仁三         | 本作品からCDに移行。 |
| 1991年1月1日   | CRDN-50    | 1        | 北の大地                           | 星野哲郎                                                 | 船村 徹                                    | 南郷達也         | 第33回日本レコード大賞（演歌・歌謡曲部門）受賞曲 |
| 1991年1月1日   | CRDN-50    | 2        | 若かりし母の歌                     | 星野哲郎                                                 | 船村 徹                                    | 蔦 将包          | |
| 1991年6月5日   | CRDN-85    | 1        | 次郎長富士                         | 原 譲二                                                  | 原 譲二                                    | 鈴木 操          | テレビ東京 12時間超ワイドドラマ「次郎長三国志」主題歌                                                                                               |
| 1991年6月5日   | CRDN-85    | 2        | 次郎長笠                           | 関沢新一                                                 | 原 譲二                                    | 鈴木 操          | |
| 1991年11月21日 | CRDN-111   | 1        | 北都                               | 星野哲郎                                                 | 原 譲二                                    | 小杉仁三         | |
| 1991年11月21日 | CRDN-111   | 2        | 妻恋船                             | 星野哲郎                                                 | 原 譲二                                    | 鈴木 操          | |
| 1992年2月21日  | CRDN-124   | 1        | 横浜恋あかり                       | 寺沢三千男                                               | 島津伸男                                   | 小杉仁三         | |
| 1992年2月21日  | CRDN-124   | 2        | 夫婦花（めおとばな）               | 寺沢三千男                                               | 只野通泰                                   | 鈴木 操          | |
| 1992年5月21日  | CRDN-128   | 1        | 雄松伝                             | 星野哲郎                                                 | 原 譲二                                    | 鈴木操           | |
| 1992年5月21日  | CRDN-128   | 2        | 開拓者                             | 星野哲郎                                                 | 原 譲二                                    | 鈴木操           | |
| 1992年7月16日  | CRDN-150   | 1        | 舵                                 | 石本美由紀                                               | 原 譲二                                    | 前田俊明         | |
| 1992年7月16日  | CRDN-150   | 2        | 小春日和                           | 志賀大介                                                 | 原 譲二                                    | 鈴木 操          | |
| 1993年6月5日   | CRDN-181   | 1        | 男道                               | 原 譲二                                                  | 原 譲二                                    | 鈴木 操          | テレビ朝日『暴れん坊将軍V、暴れん坊将軍VI』、『暴れん坊将軍VII』エンディングテーマ                                                                  |
| 1993年6月5日   | CRDN-181   | 2        | 啼くな夜鴉                         | 原 譲二                                                  | 原 譲二                                    | 鈴木 操          | |
| 1993年6月5日   | CRDN-182   | 1        | 城                                 | 志賀大介                                                 | 原 譲二                                    | 鈴木 操          | |
| 1993年6月5日   | CRDN-182   | 2        | 風の城下町                         | 志賀大介                                                 | 原 譲二                                    | 鈴木 操          | |
| 1993年6月5日   | CRDN-180   | 1        | 宴（うたげ）                       | 志賀大介                                                 | 船村 徹                                    | 蔦 将包          | |
| 1993年6月5日   | CRDN-180   | 2        | 元気を出せよ                       | 志賀大介                                                 | 船村 徹                                    | 蔦 将包          | |
| 1993年9月21日  | CRDN-200   | 1        | 時雨月（しぐれづき）               | 星野哲郎                                                 | 原 譲二                                    | 鈴木 操          | |
| 1993年9月21日  | CRDN-200   | 2        | 男の涙                             | 星野哲郎                                                 | 島津伸男                                   | 島津伸男         | 1965年に発表した同曲のリメイク |
| 1993年9月30日  | CRDN-210   | 1        | 拳（こぶし）                       | 野村耕三                                                 | 原 譲二                                    | 鈴木英明         | |
| 1993年9月30日  | CRDN-210   | 2        | 一（いち）                         | 南沢純三                                                 | 原 譲二                                    | 鈴木 操          | |
| 1994年2月21日  | CRDN-220   | 1        | おやじの背中                       | 中谷純平                                                 | 原 譲二                                    | 蔦 将包          | |
| 1994年2月21日  | CRDN-220   | 2        | こころの母は北斗星                 | 中谷純平                                                 | 原 譲二                                    | 蔦 将包          | |
| 1995年2月22日  | CRDN-250   | 1        | やん衆挽歌                         | 新條カオル                                               | 原 譲二                                    | 桜庭伸幸         | |
| 1995年2月22日  | CRDN-250   | 2        | やん衆酒場                         | 原 譲二                                                  | 原 譲二                                    | 鈴木 操          | |
| 1995年6月5日   | CRDN-290   | 1        | 谷                                 | 星野哲郎                                                 | 原 譲二                                    | 南郷哲也         | |
| 1995年6月5日   | CRDN-290   | 2        | 故郷は北の町                       | 原 譲二                                                  | 原 譲二                                    | 鈴木 操          | |
| 1995年11月22日 | CRDN-2006  | 1        | 花虎                               | 星野哲郎                                                 | 原 譲二                                    | 鈴木 操          | |
| 1995年11月22日 | CRDN-2006  | 2        | 花虎の道                           | 原 譲二                                                  | 原 譲二                                    | 鈴木 操          | |
| 1996年2月21日  | CRDN-320   | 1        | 石狩川よ                           | 星野哲郎                                                 | 船村 徹                                    | 丸山雅仁         | 芸道35周年記念曲 |
| 1996年2月21日  | CRDN-320   | 2        | 夕陽に偲ぶ                         | 星野哲郎                                                 | 船村 徹                                    | 丸山雅仁         | |
| 1996年6月5日   | CRDN-330   | 1        | 男一代                             | 原 譲二                                                  | 原 譲二                                    | 鈴木 操          | |
| 1996年6月5日   | CRDN-330   | 2        | 三年三月                           | 原 譲二                                                  | 原 譲二                                    | 鈴木 操          | |
| 1996年7月20日  | CRDN-335   | 1        | 海はいま                           | 伝井かほる                                               | 大地土子                                   | 川村栄二         | 「海の日」記念歌 |
| 1996年7月20日  | CRDN-335   | 2        | 海へ帰ろう                         | 伝井かほる                                               | 大地土子                                   | 川村栄二         | |
| 1996年10月1日  | CRDN-350   | 1        | 清き流れ                           | 星野哲郎                                                 | 原 譲二                                    | 南郷達也         | お伊勢さん2000年 記念歌 |
| 1996年10月1日  | CRDN-350   | 2        | 足跡は明日へ続く                   | 星野哲郎                                                 | 原 譲二                                    | 松井忠重         | |
| 1997年1月22日  | CRDN-360   | 1        | 狼                                 | 久仁京介                                                 | 原 譲二                                    | 南郷達也         | |
| 1997年1月22日  | CRDN-360   | 2        | 裏通り                             | 沢村友美也                                               | 原 譲二                                    | 鈴木 操          | |
| 1997年6月5日   | CRDN-380   | 1        | 竹                                 | 野村耕三                                                 | 原 譲二                                    | 丸山雅仁         | |
| 1997年6月5日   | CRDN-380   | 2        | 女房                               | 木村龍太郎                                               | 原 譲二                                    | 鈴木 操          | |
| 1997年7月24日  | CRDN-2015  | 1        | 風のロマン                         | 中谷純平                                                 | 原 譲二                                    | 丸山雅仁         | |
| 1997年7月24日  | CRDN-2015  | 2        | 弁慶岬                             | 中谷純平                                                 | 原 譲二                                    | 丸山雅仁         | |
| 1997年8月21日  | CRDN-390   | 1        | 陽だまり人情                       | 原 譲二                                                  | 原 譲二                                    | 鈴木 操          | テレビ朝日系『暴れん坊将軍VIII』エンディングテーマ                                                                                                  |
| 1997年8月21日  | CRDN-390   | 2        | 和                                 | 沢村友美也                                               | 原 譲二                                    | 鈴木 操          | |
| 1997年10月1日  | CRDN-501   | 1        | 男の虹                             | 星野哲郎                                                 | 船村 徹                                    | 蔦 将包          | 船村徹作曲家生活45周年記念曲 |
| 1997年10月1日  | CRDN-501   | 2        | 風                                 | 原 譲二                                                  | 船村 徹                                    | 丸山雅仁         | |
| 1997年10月22日 | CRDN-520   | 1        | 轍（わだち）                       | 星野哲郎                                                 | 原 譲二                                    | 川村栄二         | TBS月曜ドラマスペシャル「秋の旅情サスペンス 丹下晋蔵熱血記 函館望郷編」エンディングテーマ                                                           |
| 1997年10月22日 | CRDN-520   | 2        | 塒（ねぐら）                       | 星野哲郎                                                 | 原 譲二                                    | 川村栄二         | |
| 1998年1月21日  | CRDN-530   | 1        | 根っこ                             | 鈴木紀代                                                 | 原 譲二                                    |                  | |
| 1998年1月21日  | CRDN-530   | 2        | 一路                               | 鈴木紀代                                                 | 原 譲二                                    | 鈴木 操          | |
| 1998年3月6日   | CRDN-535   | 1        | 男 幡随院                          | 久仁京介 補：原 譲二                                     | 原 譲二                                    | 鈴木 操          | |
| 1998年3月6日   | CRDN-535   | 2        | 筋                                 | 沢村友美也 補：原 譲二                                   | 原 譲二                                    | 鈴木 操          | |
| 1998年10月7日  | CRDA-1002  |          | 詠人（うたびと）                   | 大地土子                                                 | 大地土子                                   | 宮崎慎二         | NHK教育『おじゃる丸』主題歌 c/wはプリン賛歌（歌：SUS 4、『おじゃる丸』エンディングテーマ）                                                          |
| 1998年10月21日 | CRDN-550   | 1        | 未来                               | 大地土子                                                 | 大地土子                                   | 宮崎慎二         | テレビ朝日系『暴れん坊将軍IX』主題歌、『暴れん坊将軍X』エンディングテーマ                                                                           |
| 1998年10月21日 | CRDN-550   | 2        | 素顔に咲く花                       | 大地土子                                                 | 大地土子                                   | 宮崎慎二         | |
| 1999年1月21日  | CRDN-590   | 1        | 十和田湖                           | 北川文化                                                 | 原 譲二                                    | 丸山雅仁         | |
| 1999年1月21日  | CRDN-590   | 2        | こなゆきの里                       | 原 譲二                                                  | 原 譲二                                    | 鈴木 操          | |
| 1999年3月5日   | CRDN-595   | 1        | あばれ松                           | 原 譲二                                                  | 原 譲二                                    | 鈴木 操          | |
| 1999年3月5日   | CRDN-595   | 2        | 無法一代・恋しぐれ                 | 久仁京介                                                 | 原 譲二                                    | 鈴木 操          | |
| 1999年7月23日  | CRDN-2023  | 1        | 港春秋                             | 星野哲郎                                                 | 原 譲二                                    | 鈴木 操          | |
| 1999年7月23日  | CRDN-2023  | 2        | 海よおまえは                       | 星野哲郎                                                 | 原 譲二                                    | 鈴木 操          | |
| 1999年11月21日 | CRDN-2028  | 1        | 神楽祭り唄                         | 星野哲郎                                                 | 宮崎裕士                                   | 鈴木 操          | |
| 1999年11月21日 | CRDN-2028  | 2        | 千代田の女よ                       | 星野哲郎                                                 | 宮崎裕士                                   | 鈴木 操          | |
| 2000年代       |            |          |                                    |                                                          |                                            |                  | |
| 2000年1月25日  | CRDN-660   | 1        | のぼり坂                           | 北川文化 補：原 譲二                                     | 原 譲二                                    | 丸山雅仁         | |
| 2000年1月25日  | CRDN-660   | 2        | 北のふるさと                       | 北川文化 補：原 譲二                                     | 原 譲二                                    | 丸山雅仁         | |
| 2000年3月8日   | CRDN-670   | 1        | 辛ろうござんすひとり旅             | 原 譲二                                                  | 原 譲二                                    | 鈴木 操          | |
| 2000年3月8日   | CRDN-670   | 2        | 旅鴉義侠伝                         | 久仁京介                                                 | 原 譲二                                    | 鈴木 操          | |
| 2000年4月5日   | CRDN-685   | 1        | 2000年音頭                         | 原 譲二                                                  | 原 譲二                                    | 鈴木 操          | |
| 2000年4月5日   | CRDN-685   | 2        | 一本道                             | 沢村友美也                                               | 原 譲二                                    | 鈴木 操          | |
| 2000年4月21日  | CRDN-675   | 1        | 緑                                 | 羽生深雪 補：星野哲郎                                    | 原 譲二                                    | 宮崎慎二         | 全国植樹祭イメージソング |
| 2000年4月21日  | CRDN-675   | 2        | 豊（とよ）の森                     | 志賀信成                                                 | 原 譲二                                    | 丸山雅仁         | |
| 2000年7月5日   | CRDA-1005  | 1        | 約束の夏                           | 大地土子                                                 | 大地土子                                   | 宮崎慎二         | 映画『おじゃる丸 約束の夏 おじゃるとせみら』主題歌                                                                                                  |
| 2000年7月5日   | CRDA-1005  | 2        | 詠人                               | 大地土子                                                 | 大地土子                                   | 宮崎慎二         | |
| 2000年10月25日 | CRDN-700   | 1        | 橋                                 | 仁井谷俊也                                               | 原 譲二                                    | 鈴木 操          | |
| 2000年10月25日 | CRDN-700   | 2        | 北国の街                           | 沢村友美也 補：原 譲二                                   | 原 譲二                                    | 鈴木 操          | |
| 2001年1月1日   | CRDN-1001  | 1        | 人生道                             | 仁井谷俊也                                               | 原 譲二                                    | 丸山雅仁         | |
| 2001年1月1日   | CRDN-1001  | 2        | 知床漁港                           | 仁井谷俊也                                               | 原 譲二                                    | 丸山雅仁         | |
| 2001年6月5日   | CRDN-1004  | 1        | 妻よ                               | 秋 浩二                                                  | 原 譲二                                    | 丸山雅仁         | |
| 2001年6月5日   | CRDN-1004  | 2        | 故郷（ふるさと）はいま             | 秋 浩二                                                  | 原 譲二                                    | 丸山雅仁         | |
| 2001年6月5日   | CRDN-1005  | 1        | 男                                 | 星野哲郎                                                 | 船村 徹                                    | -                | 船村徹作曲生活50周年記念曲。 |
| 2001年6月5日   | CRDN-1005  | 2        | 四季                               | 星野哲郎                                                 | 船村 徹                                    | 若草恵           | |
| 2001年8月22日  | CRDN-1006  | 1        | 輝（かがやき）                     | 大地土子                                                 | 大地土子                                   | 宮崎慎二         | テレビ朝日系『暴れん坊将軍XI』、『暴れん坊将軍XII』主題歌                                                                                           |
| 2001年8月22日  | CRDN-1006  | 2        | あばれ馬                           | 山田孝雄                                                 | 原 譲二                                    | 丸山雅仁         | |
| 2001年9月1日   | CRDN-1008  | 1        | 男の精神（こころ）                 | 志賀大介                                                 | 原 譲二                                    | 丸山雅仁         | |
| 2001年9月1日   | CRDN-1008  | 2        | やる気で音頭                       | 志賀大介                                                 | 原 譲二                                    | 丸山雅仁         | |
| 2001年9月21日  | CRDN-1014  | 1        | あづま男と浪花のおんな             | 原 譲二                                                  | 原 譲二                                    | 鈴木 操          | |
| 2001年9月21日  | CRDN-1014  | 2        | 醍醐桜                             | 大和路はるか                                             | 原 譲二                                    | 丸山雅仁         | 中村美律子とのデュエット |
| 2001年11月1日  | CRDN-1007  | 1        | 感謝                               | 星野哲郎                                                 | 船村 徹                                    | 蔦 将包          | |
| 2001年11月1日  | CRDN-1007  | 2        | 空                                 | 新條カオル                                               | 船村 徹                                    | 南郷達也         | |
| 2002年1月1日   | CRDN-1009  | 1        | 演歌兄弟                           | 原 譲二                                                  | 原 譲二                                    | 南郷達也         | |
| 2002年1月1日   | CRDN-1009  | 2        | 東京しぐれ                         | 原 譲二                                                  | 原 譲二                                    | 南郷達也         | 鳥羽一郎とのデュエット。日本クラウン創立40周年記念曲                                                                                                |
| 2002年3月1日   | CRDN-1010  | 1        | 父親（おやじ）                     | 遠藤 実                                                  | 遠藤 実                                    | 丸山雅仁         | |
| 2002年3月1日   | CRDN-1010  | 2        | 父は待つ                           | 遠藤 実                                                  | 遠藤 実                                    | 丸山雅仁         | |
| 2002年3月1日   | CRDN-1011  | 1        | 次郎長富士                         | 原譲二                                                   | 原 譲二                                    | 鈴木 操          | |
| 2002年3月1日   | CRDN-1011  | 2        | 次郎長笠                           | 関沢新一                                                 | 原 譲二                                    | 鈴木 操          | |
| 2002年7月24日  | CRDN-1012  | 1        | 情（なさけ）                       | 宮原哲夫 補：原 譲二                                     | 原 譲二                                    | 鈴木 操          | |
| 2002年7月24日  | CRDN-1012  | 2        | 修羅の川                           | 宮原哲夫 補：原 譲二                                     | 原 譲二                                    | 鈴木 操          | |
| 2002年10月23日 | CRDN-1013  | 1        | 命                                 | 宮原哲夫 補：原 譲二                                     | 原 譲二                                    | 鈴木 操          | |
| 2002年10月23日 | CRDN-1013  | 2        | 俺の道                             | 下地亜記子                                               | 原 譲二                                    | 鈴木 操          | |
| 2003年1月1日   | CRDN-1015  | 1        | 北の男船                           | 大屋詩起                                                 | 原 譲二                                    | 蔦 将包          | |
| 2003年1月1日   | CRDN-1015  | 2        | 北の兄弟                           | 中村要子                                                 | 原 譲二                                    | 蔦 将包          | |
| 2003年6月1日   | CRDN-1017  | 1        | 北のわかれ雪                       | 原 譲二                                                  | 原 譲二                                    | 鈴木 操          | c/wは「ふるさとの風はやさしかった」（歌：みち乃く兄弟）                                                                                             |
| 2003年6月5日   | CRDN-1016  | 1        | 恩返し                             | 数丘夕彦                                                 | 原 譲二                                    | 丸山雅仁         | |
| 2003年6月5日   | CRDN-1016  | 2        | ふたつ星                           | 岡部美登里                                               | 原 譲二                                    | 蔦 将包          | |
| 2003年8月21日  | CRCN-1101  | 1        | 大河                               | 星野哲郎                                                 | 原 譲二                                    | 南郷達也         | 星野哲郎作詞家生活50周年記念曲 |
| 2003年8月21日  | CRCN-1101  | 2        | 天命                               | 星野哲郎                                                 | 原 譲二                                    | 南郷達也         | 本作品から12cmCDシングルに移行。 |
| 2003年12月21日 | CRCN-1119  | 1        | 花の兄弟                           | 水木れいじ 原 譲二                                       | 原 譲二                                    | 丸山雅仁         | |
| 2003年12月21日 | CRCN-1119  | 2        | 兄貴のふるさと                     | 水木れいじ                                               | 原 譲二                                    | 丸山雅仁         | 鳥羽一郎とのデュエット |
| 2004年2月25日  | CRCN-1120  | 1        | 月夜酒                             | 下地亜紀子                                               | 原 譲二                                    | 蔦 将包          | |
| 2004年2月25日  | CRCN-1120  | 2        | のぞみ酒                           | 水木れいじ                                               | 原 譲二                                    | 蔦 将包          | |
| 2004年2月25日  | CRCN-1132  | 1        | 夢                                 | 沢村友美也 原 譲二                                       | 原 譲二                                    | 蔦 将包          | |
| 2004年2月25日  | CRCN-1132  | 2        | 男 幡随院                          | 久仁京介 補：原 譲二                                     | 原 譲二                                    | 鈴木 操          | |
| 2004年7月1日   | CDP-625    | 1        | 府中小唄                           | 野口雨情                                                 | 中山晋平                                   | 丸山雅仁         | |
| 2004年7月1日   | CDP-625    | 2        | 府中小唄                           | 野口雨情                                                 | 中山晋平                                   | 丸山雅仁         | with 木谷有里 （府中市観光協会）。 |
| 2004年9月1日   | CRCN-1140  | 1        | 峠                                 | 木下龍太郎                                               | 原 譲二                                    | 蔦将包           | |
| 2004年9月1日   | CRCN-1140  | 2        | 門出酒                             | 志賀大介                                                 | 原 譲二                                    | 南郷達也         | |
| 2005年1月1日   | CRCN-1170  | 1        | 友情よ（ともよ）                   | 大地土子                                                 | 原 譲二                                    | 丸山雅仁         | |
| 2005年1月1日   | CRCN-1170  | 2        | しぐれ道                           | 下地亜記子                                               | 原 譲二                                    | 蔦 将包          | |
| 2005年3月2日   | CRCN-1181  | 1        | 纏（まとい）                       | 志賀大介                                                 | 原 譲二                                    | 南郷達也         | |
| 2005年3月2日   | CRCN-1181  | 2        | 男伊達                             | 志賀大介                                                 | 原 譲二                                    | 南郷達也         | |
| 2005年6月5日   | CRCN-1190  | 1        | 還暦                               | 木津夢人                                                 | 木津夢人                                   | 大野弘也         | |
| 2005年6月5日   | CRCN-1190  | 2        | 剛気                               | 木津夢人                                                 | 木津夢人                                   | 大野弘也         | |
| 2005年7月1日   | CDP-637    | 1        | とよた夢音頭                       | 中谷純平                                                 | 原 譲二                                    | 丸山雅仁         | 祭座ニッポン イメージソング |
| 2005年7月1日   | CDP-637    | 2        | 祭りだ！日本                       | 大地土子                                                 | 大地土子                                   | 宮崎慎二         | 愛・地球博 パートナーシップ事業 |
| 2005年10月4日  | CRCN-1216  | 1        | 風の坂道                           | 倉持明生                                                 | 原 譲二                                    | 丸山雅仁         | |
| 2005年10月4日  | CRCN-1216  | 2        | ソーラン鴎                         | 原譲二                                                   | 原 譲二                                    | 丸山雅仁         | |
| 2006年1月1日   | CRCN-1225  | 1        | 男の明日に                         | 中島 光 原 譲二                                          | 原 譲二                                    | 蔦 将包          | |
| 2006年1月1日   | CRCN-1225  | 2        | 花は黙って咲いている               | 中村要子                                                 | 原 譲二                                    | 丸山雅仁         | |
| 2006年2月25日  | CRCN-1229  | 1        | はぐれ笠                           | たかたかし                                               | 原 譲二                                    | 蔦 将包          | |
| 2006年2月25日  | CRCN-1229  | 2        | 勘太郎しぐれ                       | 中村要子                                                 | 原 譲二                                    | 丸山雅仁         | |
| 2006年2月25日  | CRCN-1230  | 1        | 路地の雨                           | たかたかし                                               | 原 譲二                                    | 蔦 将包          | |
| 2006年2月25日  | CRCN-1230  | 2        | 望郷ワルツ                         | 中村要子                                                 | 原 譲二                                    | 丸山雅仁         | |
| 2006年6月5日   | CRCN-1250  | 1        | 標（しるべ）                       | 鈴木紀代                                                 | 原 譲二                                    | 丸山雅仁         | |
| 2006年6月5日   | CRCN-1250  | 2        | 願（ねがい）                       | 鈴木紀代                                                 | 原 譲二                                    | 丸山雅仁         | |
| 2006年10月15日 | CRCN-1272  | 1        | あの日時代                         | 倉内康平                                                 | 陣内常代                                   | 夏木淳司         | |
| 2006年10月15日 | CRCN-1272  | 2        | 暦                                 | 倉内康平                                                 | 陣内常代                                   | 夏木淳司         | |
| 2007年2月3日   | CRCN-1283  | 1        | 風よ                               | 野村耕三                                                 | 原 譲二                                    | 蔦 将包          | |
| 2007年2月3日   | CRCN-1283  | 2        | 男の忘文                           | 中谷純平                                                 | 原 譲二                                    | 蔦 将包          | |
| 2007年2月21日  | CRCN-1284  | 1        | あばれ松                           | 原 譲二                                                  | 原 譲二                                    | 鈴木 操          | 2007年「北島三郎特別公演／あばれ無法松」主題歌。 1999年3月リリースシングルの再録。                                                                  |
| 2007年2月21日  | CRCN-1284  | 2        | 無法一代・恋しぐれ                 | 久仁京介                                                 | 原 譲二                                    | 鈴木 操          | |
| 2007年6月5日   | CRCN-1300  | 1        | 灯台あかり                         | 奥田龍司 原 譲二                                         | 原 譲二                                    | 南郷達也         | |
| 2007年6月5日   | CRCN-1300  | 2        | 国東半島                           | 奥田龍司 原 譲二                                         | 原 譲二                                    | 南郷達也         | |
| 2007年9月5日   | CRCN-1313  | 1        | ジャンゴ 〜さすらい〜              | Luis Bacalov Robert Melin Franco Migliacci 邦詞：MAKOTO° | Luis Bacalov Robert Melin Franco Migliacci | 川村栄二         | 映画『スキヤキ・ウエスタン「ジャンゴ」』主題歌 |
| 2007年9月5日   | CRCN-1313  | 2        | 鼓動                               | MAKOTO°                                                  | MAKOTO°                                    | MAKOTO°          | |
| 2007年10月3日  | CRCN-1320  | 1        | ひとすじ                           | 久仁京介                                                 | 原 譲二                                    | 南郷達也         | |
| 2007年10月3日  | CRCN-1320  | 2        | その名はこゆき                     | 数丘夕彦                                                 | 原 譲二                                    | 南郷達也         | |
| 2008年2月27日  | CRCN-1340  | 1        | 忠治流れ旅                         | 久仁京介                                                 | 原 譲二                                    | 丸山雅仁         | |
| 2008年2月27日  | CRCN-1340  | 2        | こぼれ紅                           | 久仁京介                                                 | 原 譲二                                    | 丸山雅仁         | |
| 2008年4月9日   | CRCA-1009  | 1        | 夢人                               | 大地土子                                                 | 大地土子                                   | 宮崎慎二         | NHK教育『おじゃる丸』オープニングテーマ第2弾 c/wはぼくらの世界 （歌：水町レイコ、『おじゃる丸』エンディングテーマ）                                 |
| 2008年5月21日  | CRCN-1355  | 1        | 俺らしく                           | 麻こよみ                                                 | 原 譲二                                    | 丸山雅仁         | |
| 2008年5月21日  | CRCN-1355  | 2        | ああ・おふくろょ                   | 麻こよみ                                                 | 原 譲二                                    | 丸山雅仁         | |
| 2008年10月8日  | CRCN-1375  | 1        | コスモス日和                       | 荒木とよひさ                                             | 原 譲二                                    | 前田俊明         | |
| 2008年10月8日  | CRCN-1375  | 2        | ふたり道                           | 鈴木紀代                                                 | 原 譲二                                    | 前田俊明         | |
| 2009年1月1日   | CRCN-1390  | 1        | 波乱万丈                           | 倉内康平                                                 | 原 譲二                                    | 夏木淳司         | |
| 2009年1月1日   | CRCN-1390  | 2        | 恩                                 | 倉内康平                                                 | 陣内常代                                   | 夏木淳司         | |
| 2009年6月5日   | CRCN-1420  | 1        | 比叡の風                           | いではく                                                 | 遠藤 実                                    | 庄司 龍          | 第51回日本レコード大賞作詩賞受賞曲。 |
| 2009年6月5日   | CRCN-1420  | 2        | 大器堂々                           | いではく                                                 | 原 譲二                                    | 丸山雅仁         | |
| 2009年8月26日  | CRCN-1429  | 1        | 木曽恋しぐれ                       | 原 譲二                                                  | 原 譲二                                    | 丸山雅仁         | |
| 2009年8月26日  | CRCN-1429  | 2        | しのび笠                           | 原 譲二                                                  | 原 譲二                                    | 丸山雅仁         | |
| 2010年代       |            |          |                                    |                                                          |                                            |                  | |
| 2010年1月1日   | CRCN-1450  | 1        | 夫婦一生                           | 仁井谷俊也                                               | 原 譲二                                    | 前田俊明         | |
| 2010年1月1日   | CRCN-1450  | 2        | 桜月夜                             | 麻こよみ                                                 | 原 譲二                                    | 前田俊明         | |
| 2010年6月9日   | CRCN-1473  | 1        | 幡随院                             | 久仁京介 原 譲二                                         | 原 譲二                                    | 丸山雅仁         | |
| 2010年6月9日   | CRCN-1473  | 2        | ほつれ髪                           | 久仁京介                                                 | 原 譲二                                    | 丸山雅仁         | |
| 2010年8月25日  | CRCN-1485  | 1        | 海の兄弟                           | 原 譲二                                                  | 原 譲二                                    | 前田俊明         | 鳥羽一郎とのデュエット |
| 2010年8月25日  | CRCN-1485  | 2        | 港町                               | 久仁京介                                                 | 原 譲二                                    | 前田俊明         | 鳥羽一郎とのデュエット |
| 2010年9月3日   | CRCN-1491  | 1        | 母                                 | 仁井谷俊也                                               | 原 譲二                                    | 前田俊明         | |
| 2010年9月3日   | CRCN-1491  | 2        | 人在りて                           | 志賀大介                                                 | 原 譲二                                    | 南郷達也         | |
| 2011年1月27日  | CRCN-1520  | 1        | 男の人生                           | いではく                                                 | 原 譲二                                    | 前田俊明         | |
| 2011年1月27日  | CRCN-1520  | 2        | 夢恋あかり                         | 原 譲二                                                  | 原 譲二                                    | 前田俊明         | |
| 2011年3月2日   | CRCN-1516  | 1        | 清水の暴れん坊                     | 原 譲二                                                  | 原 譲二                                    | 丸山雅仁         | |
| 2011年3月2日   | CRCN-1516  | 2        | 石松おとこ花                       | 原 譲二                                                  | 原 譲二                                    | 丸山雅仁         | |
| 2011年6月5日   | CRCN-1550  | 1        | おとこの潮路                       | 星野哲郎                                                 | 原 譲二                                    | 前田俊明         | 1968年の曲とは同名異曲。 |
| 2011年6月5日   | CRCN-1550  | 2        | 男の一念                           | 星野哲郎                                                 | 原 譲二                                    | 丸山雅仁         | |
| 2011年10月5日  | CRCN-1570  | 1        | さだめ道                           | いではく                                                 | 原 譲二                                    | 丸山雅仁         | |
| 2011年10月5日  | CRCN-1570  | 2        | 兄弟達よ                           | いではく                                                 | 原 譲二                                    | 丸山雅仁         | |
| 2012年2月22日  | CRCN-1590  | 1        | 港雪                               | 中谷純平 原 譲二                                         | 原 譲二                                    | 南郷達也         | |
| 2012年2月22日  | CRCN-1590  | 2        | 男の母港（みなと）                 | やしろよう                                               | 原 譲二                                    | 丸山雅仁         | |
| 2012年6月5日   | CRCN-1620  | 1        | 職人                               | 原 文彦                                                  | 船村 徹                                    | 蔦 将包          | |
| 2012年6月5日   | CRCN-1620  | 2        | おまえのことが・・・               | 喜多條忠                                                 | 船村 徹                                    | 蔦 将包          | |
| 2012年6月27日  | CRCN-1630  | 1        | 火消し一代                         | 原 譲二                                                  | 原 譲二                                    | 丸山雅仁         | 北島三郎特別公演「め組の辰五郎」劇中歌。 |
| 2012年6月27日  | CRCN-1630  | 2        | 辰五郎しぐれ                       | 原 譲二                                                  | 原 譲二                                    | 丸山雅仁         | |
| 2012年10月3日  | CRCN-1650  | 1        | 男橋                               | 倉内康平                                                 | 陣内常代                                   | 夏木淳司         | |
| 2012年10月3日  | CRCN-1650  | 2        | 東京湾                             | 倉内康平                                                 | 陣内常代                                   | 夏木淳司         | |
| 2013年1月1日   | CRCN-1645  | 1        | 男どうし                           | 仁井谷俊也                                               | 原 譲二                                    | 前田俊明         | 鳥羽一郎とのデュエット |
| 2013年1月1日   | CRCN-1645  | 2        | 兄弟酒場                           | 仁井谷俊也                                               | 原 譲二                                    | 前田俊明         | 鳥羽一郎とのデュエット |
| 2013年1月30日  | CRCN-1670  | 1        | ふたり咲き                         | 下地亜記子                                               | 原 譲二                                    | 南郷達也         | |
| 2013年1月30日  | CRCN-1670  | 2        | 旅なかば                           | 下地亜記子                                               | 原 譲二                                    | 南郷達也         | |
| 2013年3月6日   | CRCN-1685  | 1        | 勘太郎笠                           | 久仁京介                                                 | 原 譲二                                    | 南郷達也         | 2013年北島三郎特別公演「伊那の勘太郎 信州ひとり旅」主題歌                                                                                           |
| 2013年3月6日   | CRCN-1685  | 2        | 里恋からす                         | 久仁京介                                                 | 原 譲二                                    | 南郷達也         | |
| 2013年6月26日  | CRCN-1710  | 1        | 百年の蝉                           | 田久保真見                                               | 原 譲二                                    | 南郷達也         | |
| 2013年6月26日  | CRCN-1710  | 2        | おとこ節                           | 田久保真見                                               | 原 譲二                                    | 南郷達也         | |
| 2014年1月1日   | CRCN-1760  | 1        | 人道                               | いではく                                                 | 原 譲二                                    | 丸山雅仁         | |
| 2014年1月1日   | CRCN-1760  | 2        | 会津の女                           | いではく                                                 | 原 譲二                                    | 丸山雅仁         | |
| 2014年1月1日   | CRCN-1761  | 1        | 人道                               | いではく                                                 | 原 譲二                                    | 丸山雅仁         | |
| 2014年1月1日   | CRCN-1761  | 2        | ふるさとへ帰りたいな               | いではく                                                 | 原 譲二                                    | 丸山雅仁         | |
| 2014年6月5日   | CRCN-1800  | 1        | 高尾山                             | いではく                                                 | 原 譲二                                    | 南郷達也         | |
| 2014年6月5日   | CRCN-1800  | 2        | 笑顔の花                           | いではく                                                 | 原 譲二                                    | 南郷達也         | |
| 2014年8月6日   | CRCN-1810  | 1        | 路遥か                             | 大地土子                                                 | 大地土子                                   | 丸山雅仁         | 北山たけしとのデュエット |
| 2014年8月6日   | CRCN-1810  | 2        | 無事でよかった                     | 原 譲二                                                  | 原 譲二                                    | 南郷達也         | |
| 2015年2月4日   | CRCN-3601  | 1        | 大漁船                             | 大屋詩起                                                 | 原 譲二                                    | 南郷達也         | |
| 2015年2月4日   | CRCN-3601  | 2        | 男の季節                           | 大屋詩起                                                 | 原 譲二                                    | 丸山雅仁         | |
| 2015年2月4日   | CRCN-3602  | 1        | 大漁船                             | 大屋詩起                                                 | 原 譲二                                    | 南郷達也         | |
| 2015年2月4日   | CRCN-3602  | 2        | 泪の坂道                           | 大屋詩起                                                 | 原 譲二                                    | 丸山雅仁         | |
| 2015年6月5日   | CRCN-3604  | 1        | 涙の花舞台                         | 原 譲二                                                  | 原 譲二                                    | 丸山雅仁         | |
| 2015年6月5日   | CRCN-3604  | 2        | おしどり峠…                        | 鈴木紀代                                                 | 原 譲二                                    | 丸山雅仁         | |
| 2015年6月5日   | CRCN-3605  | 1        | 涙の花舞台                         | 原 譲二                                                  | 原 譲二                                    | 丸山雅仁         | |
| 2015年6月5日   | CRCN-3605  | 2        | 御陣乗太鼓                         | 原 譲二                                                  | 原 譲二                                    | 丸山雅仁         | |
| 2015年8月5日   |            | 1        | 千年桜                             | 保岡直樹 補：志賀大介                                    | 原 譲二                                    | 丸山雅仁         | |
| 2015年10月7日  | CRCN-3606  | 1        | 今日より明日へ…おれの道            | 下地亜記子                                               | 原 譲二                                    | 鈴木 操 南郷達也 | |
| 2015年10月7日  | CRCN-3606  | 2        | 夜半（よわ）の風                   | 下地亜記子                                               | 原 譲二                                    | 南郷達也         | |
| 2016年1月27日  | CRCN-3607  | 1        | 人生に乾杯                         | たかたかし                                               | 原 譲二                                    | 南郷達也         | |
| 2016年1月27日  | CRCN-3607  | 2        | 風の小僧                           | 原 譲二                                                  | 原 譲二                                    | 前田俊明         | |
| 2016年5月18日  | CRCN-3608  | 1        | 母を想えば                         | たかたかし                                               | 原 譲二                                    | 児島大樹         | 三山ひろしとのデュエット |
| 2016年5月18日  | MHCL-2601  | 1        | 夫婦綴り                           | 伊藤美和                                                 | 原 譲二                                    | 前田俊明         | 藤あや子とのデュエット |
| 2016年5月18日  | UPCY-5020  | 1        | 父と娘                             | たかたかし                                               | 原 譲二                                    | 南郷達也         | 坂本冬美とのデュエット |
| 2016年5月18日  | TECA-13680 | 1        | 掌                                 | 久仁京介                                                 | 原 譲二                                    | 丸山雅仁         | 島津亜矢とのデュエット |
| 2016年5月18日  | TKCA-90815 | 1        | 風は吹く                           | 吉 幾三                                                  | 原 譲二                                    | 南郷達也         | 吉幾三とのデュエット |
| 2016年5月18日  | COCA-17162 | 1        | おとこの酒よ                       | 喜多條忠                                                 | 原 譲二                                    | 南郷達也         | 大川栄策とのデュエット |
| 2016年5月18日  | KICM-30718 | 1        | 合わせ鏡                           | 志賀大介                                                 | 原 譲二                                    | 丸山雅仁         | 大月みやことのデュエット |
| 2016年6月5日   | CRCN-3609  | 1        | 男の勝負                           | 原 譲二                                                  | 原 譲二                                    | 伊戸のりお       | |
| 2016年6月5日   | CRCN-3609  | 2        | 今を行く                           | 原 譲二                                                  | 原 譲二                                    | 伊戸のりお       | |
| 2016年8月11日  | CRCN-3610  | 1        | 山・美しき                         | 関根和夫                                                 | 叶 弦大                                    | 丸山雅仁         | |
| 2016年10月5日  | CRCN-3611  | 1        | 幾多の恩                           | 麻こよみ                                                 | 原 譲二                                    | 伊戸のりお       | |
| 2016年10月5日  | CRCN-3611  | 2        | 二人三脚、ふたり道                 | 麻こよみ                                                 | 原 譲二                                    | 伊戸のりお       | |
| 2017年3月22日  | CRCN-3612  | 1        | 夢千里                             | 仁井谷俊也                                               | 原 譲二                                    | 南郷達也         | |
| 2017年3月22日  | CRCN-3612  | 2        | 男華                               | 仁井谷俊也                                               | 原 譲二                                    | 南郷達也         | |
| 2017年6月28日  | CRCN-3614  | 1        | 男の夢                             | 大屋詩起                                                 | 原 譲二                                    | 南郷達也         | |
| 2017年6月28日  | CRCN-3614  | 2        | 希望(のぞみ)坂                     | 大屋詩起                                                 | 原 譲二                                    | 南郷達也         | |
| 2017年12月24日 | -          | 1        | ありがとう キタサンブラック        | 山田孝雄 原 譲二                                         | 原 譲二                                    | 綿引康夫         | 2015年に完成していたキタサンブラックの応援歌「夢に向かって」の歌詞を変更したもの。 配信限定。12月24日、全レース終了後の中山競馬場にて初披露された。 |
| 2018年1月1日   | CRCN-3616  | 1        | 幸せ古希祝                         | 奥田龍司                                                 | 原 譲二                                    | 丸山雅仁         | |
| 2018年1月1日   | CRCN-3616  | 2        | みちのく旅情                       | 奥田龍司                                                 | 原 譲二                                    | 丸山雅仁         | |
| 2018年1月1日   | CRCN-3617  | 1        | にっぽんの歌                       | 青島利幸 原 譲二                                         | 原 譲二                                    | 丸山雅仁         | |
| 2018年1月1日   | CRCN-3617  | 2        | にっぽんの歌（盆踊りバージョン）   | 青島利幸 原 譲二                                         | 原 譲二                                    | 丸山雅仁         | |
| 2018年6月5日   | CRCN-3618  | 1        | 男松                               | 原 譲二                                                  | 原 譲二                                    | 南郷達也         | |
| 2018年6月5日   | CRCN-3618  | 2        | 演歌（うた）仲間                   | 原 譲二                                                  | 原 譲二                                    | 南郷達也         | |
| 2018年10月4日  | CRCN-3619  | 1        | ふるさと太鼓                       | 下地亜記子                                               | 原 譲二                                    | 伊戸のりお       | |
| 2018年10月4日  | CRCN-3619  | 2        | 逢えてよかった                     | いではく                                                 | 大地土子                                   | 丸山雅仁         | |
| 2019年1月23日  | CRCN-3620  | 1        | 故郷（ふるさと）への道             | 原 譲二                                                  | 原 譲二                                    | 伊戸のりお       | |
| 2019年1月23日  | CRCN-3620  | 2        | 我慢ひとすじ                       | 原 譲二                                                  | 原 譲二                                    | 伊戸のりお       | |
| 2019年5月15日  | CRCN-3621  | 1        | 令和音頭                           | 麻こよみ                                                 | 原 譲二                                    | 南郷達也         | 北島三郎の令和初シングル |
| 2019年5月15日  | CRCN-3621  | 2        | 里帰り                             | 麻こよみ                                                 | 原 譲二                                    | 南郷達也         | 北島三郎の令和初シングル |
| 2019年8月28日  | CRCN-3622  | 1        | 前に…                              | 伊藤美和                                                 | 原 譲二                                    | 南郷達也         | |
| 2019年8月28日  | CRCN-3622  | 2        | 酒場のブルース                     | 伊藤美和                                                 | 原 譲二                                    | 南郷達也         | |
| 2020年代       |            |          |                                    |                                                          |                                            |                  | |
| 2020年1月29日  | CRCN-3623  | 1        | 母は俺らの守り神                   | 原 譲二                                                  | 原 譲二                                    | 蔦 将包          | |
| 2020年1月29日  | CRCN-3623  | 2        | 夢街道                             | 原 譲二                                                  | 原 譲二                                    | 遠山 敦          | |
| 2020年9月2日   | CRCN-3624  | 1        | 人生は                             | 原 譲二                                                  | 原 譲二                                    | 南郷達也         | |
| 2020年9月2日   | CRCN-3624  | 2        | 夜明けの詩                         | 原 譲二                                                  | 原 譲二                                    | 南郷達也         | |
| 2021年2月3日   | CRCN-3625  | 1        | 生かされて                         | 鈴木紀代                                                 | 原 譲二                                    | 南郷達也         | |
| 2021年2月3日   | CRCN-3625  | 2        | 向かい風                           | 鈴木紀代                                                 | 原 譲二                                    | 南郷達也         | |
| 2021年6月5日   | CRCN-3626  | 1        | 想い                               | 原 譲二                                                  | 原 譲二                                    | 南郷達也         | |
| 2021年6月5日   | CRCN-3626  | 2        | 鬣(たてがみ)                       | 大地土子                                                 | 原 譲二                                    | 南郷達也         | |
| 2021年10月27日 | CRCN-3627  | 1        | 栄枯盛衰                           | 原 譲二                                                  | 原 譲二                                    | 南郷達也         | 二葉百合子とのデュエット |
| 2021年10月27日 | CRCN-3627  | 2        | 季節(とき)は流れて                 | 原 譲二                                                  | 原 譲二                                    | 遠山 敦          | |
| 2022年6月29日  | CRCN-3629  | 1        | 昔も今も、この先も                 | 原 譲二                                                  | 原 譲二                                    | 南郷達也         | |
| 2022年6月29日  | CRCN-3629  | 2        | 竹馬の友                           | 本橋夏蘭                                                 | 原 譲二                                    | 南郷達也         | |
| 2023年6月5日   | CRCN-3630  | 1        | つむじ風                           | 志賀大介                                                 | 原 譲二                                    | 南郷達也         | |
| 2023年6月5日   | CRCN-3630  | 2        | 夢港                               | 志賀大介                                                 | 原 譲二                                    | 南郷達也         | |
| 2024年11月5日  | CRCN-3632  | 1        | 東京の空                           | 片岡恵介                                                 | 弦哲也                                     | 南郷達也         | |
| 2024年11月5日  | CRCN-3632  | 2        | おやじの言葉                       | 原譲二                                                   | 原譲二                                     | 南郷達也         | |

### アルバム
- サブちゃんの十八番・北島三郎大いに歌う（LW-5019）
- 函館の女ー北島三郎ヒット集ー（LW-5130）
- 明治・大正演歌集（LW-5158）
- 仁義 義理と人情を唄う（GW-6002）（1969年）
- サブちゃんの心の旅路（GW-6020）
- サブちゃんの人生劇場〜北島三郎 古賀メロディーを唄う〜（GW-7013）
- 北島三郎  BEST12（GW-6026）
- 北島三郎 スペシャルBOX （GW-5130）
- 北島三郎 芸道45周年記念　北島三郎 大いに唄う（GW-2703）
- 北島三郎 芸道35周年記念　北島三郎 大いに唄う（GW-7031）

### ライブ・アルバム
- オン・ステージ 梅田コマ劇場実況録音（GWS-83）
- 風雪ながれ旅 梅田コマ劇場ライブ'80（GGA-5）

### 楽曲提供曲

#### 作詞・作曲
- 北山たけし
  - 男の出船
  - 片道切符
  - 勇気の一歩（作詞は数丘夕彦と共作）
- 瀬川瑛子
  - 愛の川
  - ふるさと景色
- 憲三郎&ジョージ山本
  - 浪漫-ROMAN-
- 原田悠里
  - おんな坂
  - 明日（あす）を信じて
  - 女がひとり
- みち乃く兄弟
  - みちのく渡り鳥
- 和田青児
  - 演歌海道（作詞はいとう彩と共作）
  - リンゴのふる里へ
  - 別れの海峡
- 大江裕
  - 真実この道はるかなり
  - ふる里は いま…
  - 今しばし
  - 男の出発（たび）
  - そして明日に（作詞は沢村友美也と共作）
  - 御免なすって [58]
- 長井みつる
  - 影
  - 心のふるさと

#### 作曲
- 北山たけし
  - 筑後川
  - 剣山（つるぎさん）
- 小金沢昇司
  - 義経伝説
  - まごころの花よ
- 瀬川瑛子
  - 恋間川
  - 命歌
  - あなたが命
- 原田悠里
  - 虹
  - ビロードの夢
- みち乃く兄弟
  - ふるさとに逢いたい
  - みちのく桜
  - ふるさとの風はやさしかった
- 山口ひろみ
  - ひだまり坂
  - 春は二度来る、三度来る
  - その名はこゆき
  - どうするこの恋
- 山本譲二
  - えくぼ
  - 長州の男
  - 生きる
- 島津亜矢
  - 北海峡
  - 大器晩成
  - 温故知新
- 和田青児
  - 夢一路
  - 望郷歌
  - 人生列車
  - 青春は終わらない
  - 甲州街道の渡り鳥
  - さいはての宿
  - 上野発
  - おやじさん
- 里見☆しのぶ
  - めぐり逢い函館
  - おんなの桟橋
- 大江裕
  - のろま大将
  - なんか一丁やったろかい
  - 夕焼け大将
  - 北風大将
  - 青春の翼
- 底ぬけプレジデンツ（浜田雅功・大竹一樹・宮迫博之）
  - これが恋だと分からずに
  - 男の生き様
- 鳥羽一郎
  - 飛騨の龍

#### 作詞・補作詞
- 山本譲二
  - 夢街道（補作詞）

## 歌碑・記念館
- 鳥取市に『港春秋』の歌碑がある。

『港春秋』の歌碑

- 星野哲郎の故郷周防大島町には『なみだ船』の歌碑もある。
- 北海道函館市末広町のウイニングホール内に北島三郎記念館が設けられた（建物老朽化のため館内施設のウイニングホテルなどとともに2021年8月末をもって休館[59][60]）。

## 出演

### NHK紅白歌合戦出場歴
1963年に第14回NHK紅白歌合戦に初出場して以来、連続出場を続けていたが、第37回（1986年）は暴力団との交際が明らかになったため直前に降板、連続出場回数は23回で止まる。翌年2年ぶりに復帰し、連続出場を続ける。当初は芸道50周年にあわせて第62回（2011年、48度目）限りで紅白を勇退する予定であったが、同回の紅白は東日本大震災関連の演出などが優先されたため公表はせずに続投。第64回（2013年）で史上初の出場50回を達成したのを機に、勇退した。通算トリ回数13回は美空ひばり・五木ひろしに並び歴代1位。通算大トリ回数11回はひばりに並び歴代1位。またトリ前も13回担当しており、トリと合計26回は史上最多。出場年齢は勇退時で77歳となり、藤山一郎の78歳に次ぐ記録となった（その後、美輪明宏が2015年に80歳で正規出場を達成）。その後、第69回（2018年）に特別枠で復帰。
通算50回の正規出場は第71回（2020年）で並んだ五木と共に歴代1位で、特別企画を含めると単独1位。
| 年度   | 放送回 | 回 | 曲目                  | 備考                                               |
| ------ | ------ | -- | --------------------- | -------------------------------------------------- |
| 1963年 | 第14回 | 初 | ギター仁義            |                                                    |
| 1964年 | 第15回 | 2  | ソーラン仁義          | トップバッター                                     |
| 1965年 | 第16回 | 3  | 帰ろかな              | トリ前                                             |
| 1966年 | 第17回 | 4  | 函館の女              |                                                    |
| 1967年 | 第18回 | 5  | 博多の女              |                                                    |
| 1968年 | 第19回 | 6  | 薩摩の女              |                                                    |
| 1969年 | 第20回 | 7  | 加賀の女              | トリ前（2）                                        |
| 1970年 | 第21回 | 8  | 誠                    | トリ前（3）                                        |
| 1971年 | 第22回 | 9  | 北海太鼓              |                                                    |
| 1972年 | 第23回 | 10 | 冬の宿                | 白組トリ                                           |
| 1973年 | 第24回 | 11 | 帰ろかな（2回目）     | 大トリ（2）                                        |
| 1974年 | 第25回 | 12 | 寒流                  |                                                    |
| 1975年 | 第26回 | 13 | 残雪                  |                                                    |
| 1976年 | 第27回 | 14 | 歩                    |                                                    |
| 1977年 | 第28回 | 15 | 終着駅は始発駅        |                                                    |
| 1978年 | 第29回 | 16 | 与作                  |                                                    |
| 1979年 | 第30回 | 17 | 与作（2回目）         | トリ前（4）                                        |
| 1980年 | 第31回 | 18 | 風雪ながれ旅          |                                                    |
| 1981年 | 第32回 | 19 | 風雪ながれ旅（2回目） | 大トリ（3）                                        |
| 1982年 | 第33回 | 20 | なみだ船              |                                                    |
| 1983年 | 第34回 | 21 | 漁歌                  |                                                    |
| 1984年 | 第35回 | 22 | まつり                |                                                    |
| 1985年 | 第36回 | 23 | 十九のまつり          | 翌年は降板。                                       |
| 1987年 | 第38回 | 24 | 川                    | 2年ぶり復帰。                                      |
| 1988年 | 第39回 | 25 | 年輪                  | 大トリ（4）                                        |
| 1989年 | 第40回 | 26 | 夜汽車                | 白組トリ（5）                                      |
| 1990年 | 第41回 | 27 | 山                    |                                                    |
| 1991年 | 第42回 | 28 | 北の大地              | トリ前（5）                                        |
| 1992年 | 第43回 | 29 | 帰ろかな（3回目）     | 大トリ（6）                                        |
| 1993年 | 第44回 | 30 | まつり（2回目）       | 大トリ（7）                                        |
| 1994年 | 第45回 | 31 | 年輪（2回目）         | トリ前（6）                                        |
| 1995年 | 第46回 | 32 | 谷                    |                                                    |
| 1996年 | 第47回 | 33 | 風雪ながれ旅（3回目） | 大トリ（8）                                        |
| 1997年 | 第48回 | 34 | 竹                    | トリ前（7）                                        |
| 1998年 | 第49回 | 35 | 根っこ                | トリ前（8）                                        |
| 1999年 | 第50回 | 36 | まつり（3回目）       | 大トリ（9）                                        |
| 2000年 | 第51回 | 37 | 帰ろかな（4回目）     | トリ前（9）                                        |
| 2001年 | 第52回 | 38 | 山（2回目）           | 大トリ（10）                                       |
| 2002年 | 第53回 | 39 | 帰ろかな（5回目）     | トリ前（10）                                       |
| 2003年 | 第54回 | 40 | 風雪ながれ旅（4回目） |                                                    |
| 2004年 | 第55回 | 41 | 峠                    |                                                    |
| 2005年 | 第56回 | 42 | 風雪ながれ旅（5回目） | トリ前（11）                                       |
| 2006年 | 第57回 | 43 | まつり（4回目）       | 大トリ（11）                                       |
| 2007年 | 第58回 | 44 | 帰ろかな（6回目）     |                                                    |
| 2008年 | 第59回 | 45 | 北の漁場              |                                                    |
| 2009年 | 第60回 | 46 | まつり（5回目）       | 大トリ（12）                                       |
| 2010年 | 第61回 | 47 | 風雪ながれ旅（6回目） |                                                    |
| 2011年 | 第62回 | 48 | 帰ろかな（7回目）     | トリ前（12）                                       |
| 2012年 | 第63回 | 49 | 風雪ながれ旅（7回目） | トリ前（13）                                       |
| 2013年 | 第64回 | 50 | まつり（6回目）       | 究極の大トリ（13）                                 |
| 2018年 | 第69回 | 51 | まつり（7回目）       | 5年ぶりの出場 特別企画での出場で、北島兄弟との共演 |

注意点
- 備考のトリ等の次にあるカッコはトリ等を務めた回数を表す。
- 曲名の後の（○回目）は紅白で披露された回数を表す。

### レギュラー番組
- 祭りだ!わっしょい!（フジテレビ、1971年）
- 突撃!歌謡大行進（1983年、文化放送）月曜パーソナリティー
- 北島三郎・一筆啓上（1993年、文化放送）
- 北島ウインクハート（2004年 - 2007年、テレビ東京）
- サブちゃんと歌仲間（1996年 - 2023年、テレビ東京ほか）
- 北島三郎・興味津々（1992年、TBSラジオ）
- 北島三郎 元気出せニッポン!（ニッポン放送ほか）
- お元気ですか北島三郎です（ラジオ日本ほか）

### 時代劇
- 長谷川伸シリーズ 第13話「旅の馬鹿安」（1972年、NET）
- 暴れん坊将軍 I - XIIシリーズ（テレビ朝日） - 江戸町火消し『め組』頭・辰五郎（1978年 - 2002年）
  - VIIIシリーズから江戸町火消肝煎・辰五郎、IXシリーズから江戸町火消総元締・辰五郎として準レギュラーになる。暴れん坊将軍の全てのオープニング（IXシリーズ、XI・XIIシリーズ）・エンディング（Iシリーズ - VIIIシリーズ、Xシリーズ、800回スペシャル、春のスペシャル）も歌っていた。IXシリーズ、Iシリーズ - VIIIシリーズ、Xシリーズ、800回スペシャルの歌詞の作詞、作曲は原譲二（北島三郎）である。
- 忠臣蔵 風の巻・雲の巻（1991年12月13日、フジテレビ） - 天野屋利兵衛

### テレビドラマ
- いわぬが花（1974年、フジテレビ）
- 非情のライセンス 第2シリーズ 第28話「兇悪の生証人」弾三郎刑事（1975年、NET）
- 東芝日曜劇場 幻の町（1976年2月8日、HBC）
- 水曜ドラマスペシャル「女コロンボ危機一髪!」（1985年、TBS）
- ライスカレー（1986年、フジテレビ）
- 月曜ドラマスペシャル「秋の旅情サスペンス 丹下晋蔵熱血記 函館望郷編」（1997年、TBS）
- 月曜ドラマスペシャル「リストラ刑事」（1999年、TBS）
- 優しい時間 第7話「息子」（2005年、フジテレビ）
- 東京ウエストサイド物語（2015年、NHK BSプレミアム） - 北國三郎太 役[62]

### 映画
- やくざの歌（1963年） - 北見三郎
- 東海遊侠伝（1964年）- 渋谷の三郎

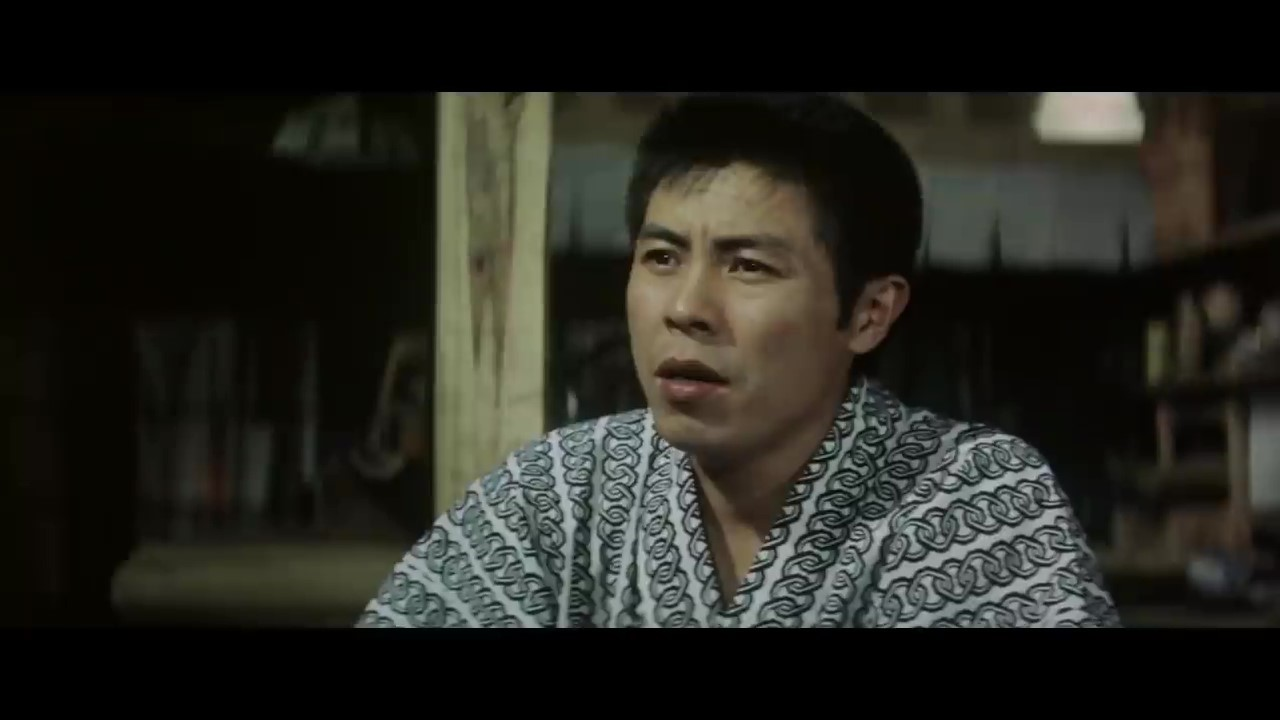
日本侠客伝シリーズ 第3作『日本侠客伝 関東篇』予告編映像（1965年）での北島

- 日本侠客伝 関東篇（1965年） - サブ
- 兄弟仁義（1966年） - 貴島勝次
- 続兄弟仁義（1966年） - 桜井清次
- 兄弟仁義 関東三兄弟（1966年） - 辰巳銀次
- 兄弟仁義 関東命知らず（1967年） - 坂東竜次
- 兄弟仁義 逆縁の盃（1968年） - 小島松男
- 博徒列伝（1968年） - 小桜孝平
- さくら盃 義兄弟（1969年）- 清吉
- さくら盃 仁義（1969年）- 小松辰次
- 盛り場仁義 (1970年)
- 関東兄弟仁義　仁俠（1971年） - 矢倉清吉
- 着流し百人（1972年） - 勘次
- 昭和残俠伝 破れ傘（1972年） - 東京銀二郎
- 愉快な極道（1976年） - 吉岡明
- 修羅の群れ（1984年） - 出水辰雄
- 浅草・筑波の喜久次郎〜浅草六区を創った筑波人〜（2016年） - 根岸浜吉

### ドキュメンタリー
- 遥かなり!演歌道を行く〜北島三郎 紅白50回の軌跡〜（2013年12月30日、NHK総合）[63][64]
- 北島三郎　78歳の挑戦 〜最終公演の軌跡〜　(2015年3月26日、NHK総合)
- キタサンブラック 日本一への道 〜サブちゃんと男たちの物語〜　(2017年12月30日、NHK総合・京都局制作)

### 舞台公演
- 1968年 次郎長水滸伝
  - 出演者＝中村竹弥 花柳小菊
  - 唄いまくる 北島三郎ショウ
- 1971年 花の兄弟仁義
  - 出演者＝由利徹 宮園純子
  - ヒットパレード 北島三郎10年の歩み
- 1972年 北海の親子星
  - 出演者＝近衛十四郎 由利徹
  - ヒットパレード 北島三郎大いに唄う
- 1973年 あらくれ一代
  - 出演者＝葉山良二 由利徹
  - ヒットパレード 北島三郎大いに唄う
- 1974年 関東十人斬り
  - 出演者＝伊藤雄之助 渥美マリ
  - ヒットパレード 北島三郎大いに唄う
- 1975年 東京番外地
  - 出演者＝伊藤雄之助 水島道太郎
  - ヒットパレード 北島三郎大いに唄う
- 1976年 暴れ石松
  - 出演者＝小川知子 水島道太郎
  - ヒットパレード 北島三郎大いに唄う
- 1977年 上州鴉
  - 出演者＝水島道太郎 内田朝雄
  - ヒットパレード 北島三郎大いに唄う
- 1978年 母恋星
  - 出演者＝三益愛子 水嶋道太郎
  - ヒットパレード 北島三郎大いに唄う
- 1979年 花の喧嘩纏
  - 出演者＝高田恭子 水嶋道太郎
  - ヒットパレード 北島三郎大いに唄う
- 1980年 北海のはぐれ鳥
  - 出演者＝宮園純子 葉山良二
  - ヒットパレード 北島三郎大いに唄う
- 1999年 あばれ無法松
  - ヒットパレード 北島三郎大いに唄う

全4,578回の内訳
- 東京 - 1,984回
  - 新宿コマ劇場 1790回（39公演[66]）
  - 青山劇場 34回
  - ゆうぽうとホール 39回
  - 日生劇場 6回（東日本大震災発生後3月14日以降は中止となった）[67]
  - 明治座 115回（2014年9月23日、4,500回を達成）
- 名古屋 - 277回
  - 御園座 277回
- 大阪 - 1,762回
  - 梅田コマ劇場 1610回
  - 新歌舞伎座 152回
- 福岡 - 555回
  - 博多座 555回

### テレビCM
- ボールペン（三菱鉛筆） - 北島が歌う「まっくろけのけ」は当時流行した
- お茶づけシリーズ（永谷園） - 「函館の女」の替え歌が使用されたことが多いがCM用の独自曲に変更されたこともある。
- すし太郎（永谷園）
- おしるこシリーズ（永谷園） - ナレーターのみ
- チオビタドリンク（大鵬薬品） - 山本譲二と共演もある。
- ウナコーワ（興和）
- アサヒ道産の生（アサヒビール） - Winkと共演
- ネスカフェの缶コーヒー
- 公共広告機構（現・ACジャパン） - 「交通事故死ワーストワン返上」北海道地域
- 北海道米PRキャンペーン
- BOSS贅沢微糖（サントリー）『贅沢銭湯』編  伊藤淳史と共演
- BOSSレインボーマウンテンブレンド（サントリー）「コンビニ」編
- タマホーム - 北山たけし・大江裕と共演。
- ウマ娘 プリティーダービー（Cygames） - 武豊、クリストフ・ルメールと共演。

### パチンコ・パチスロ
パチンコ
- CRお祭りサブちゃん（2003年、京楽産業）
- CR粋だね!サブちゃん（2006年、オリンピア）
- CR北島三郎 魂の唄（2011年、平和）
- CRA祭りだ!サブちゃん（2015年、アムテックス）

パチスロ
- お見事! サブちゃん／め組のサブちゃん（2004年、オリンピア）
- 続・お見事! サブちゃん／ノーマルだよ! サブちゃん（2010年、オリンピア）

### 声の出演
- ジョバンニの島（2014年、ワーナー・ブラザース映画） - 瀬能源三 役

### マスメディア
- 『我が道』（スポーツニッポン連載、2014年4月1日 - 4月30日）

## 著書
- 『ひとりの二人』海竜社、1984年7月16日。